# Lista över länsvägar i Västra Götalands län
Detta är en lista över länsvägar i Västra Götalands län. 
Numren på de övriga länsvägarna (500 och uppåt) är unika per län, vilket innebär att vägar i olika län kan ha samma nummer. För att hålla isär dem sätts länsbokstaven framför numret.
Rv är för riksvägar. Länsvägar inom länet, även primära, redovisas här utan O.

## Primära länsvägar 100–499
| Väg    | Sträckning |
| ------ | --- |
| 154    | Hallands läns gräns vid Vik – Mjöbäck (1538,1532) – Torshög (1540) – Hallåsen (1541) – Överlida (1544, 1546) Holsljunga (1530, 1550) – Karkashult (1531) – Axelfors (1555) – Örsås (1582, 1583) – Svenljunga (1552, 156) – Ljungafors (1659) – Kålarp (1676) – Billeberg (1677) – Sexdrega (1660) – Kila (27, 1679). |
| 155    | Hönö Rödsund (575) – Lilla Varholmen (1135) – Hjuviks Bryggväg – Hällsviksvägen (559) – Flyghamnsvägen (591) – Bur (563) – Syrhålamotet – Raffinaderivägen – Sörred (564) – Kärrlyckegatan – Arendalsvägen – Ytterhamnsmotet – Vädermotet (E6.20). Genomfart Göteborg: Öckeröleden |
| 156    | Ryamotet (27, 40, 554) – Eriksmyst (503) – Hällingsjö (1614, 527) – Kärra (1611) – Björlanda (528, 1609) – Dukared (1617) – Hyssna (1612, 1626) – Hede (1630) – Hjorttorp (1604) – Skene backa (1607) – tpl Skene (41) – Örby (1526, Kinnavägen) – Haratången (1647, 1548) – Fredared (1649) – Hunnaryd (1650) – Reaskäl (1655) – Lyckås (1656) – Bäckäng (1551, 1553) – Svenljunga (154, 1673) – Axelfors (1582) – Tranemo (1578, 1587) – tpl Björsdamm (27) – Nittorp (1720, 1725) – Gölingstorp (1723) – Ljungsarp (1728) – Jönköpings läns gräns vid Portesbo |
| 157    | Tranemo: Tåstarpsgatan, Brogatan, Storgatan Limmared (27) – Limmared (1675) – Södra Åsarps kyrka (1680) – Ås (1720) – Oltorp (1723, 1723.01) – Kättebo (1727) – St Bystad (1728) – Gällstad kyrka (1696) – Gällstad (1700) – Götåkra (1714) – Källebacka (1736) – Marbäck (1715, 1715) – Ulricehamn (1739, 1721, 157.01, 40.01) |
| 157.01 | Ulricehamn (157) – Tegelbruksgatan – Bronäsgatan – Trafikplats Karlsnäs (1709 |
| 158    | Hallands läns gräns vid Lindåsmotet (517) – Brottkärrs-motet (501, 560) – Hovåsmotet (560) – Askim – Järnbrottsmotet (E6.20) |
| 160    | Stora Högamotet (E6, 645, 650) – Strandnorum (647) – Nösnäsmotet (649, 770) – Almön (169, 722) – Sundsby (710) – Säckebäck (1158) – Varekil (178,734) – Övre Hoga (770) – Högeliden (764) – Henån (752) – Gåre (773, 766) – Hälle (790) – väg till Högås kyrka (789) – Rotvik (161, 787) |
| 161    | Ulseröd (162) – Lögås (785) – Bokenäs (801, 791) – Lanehed (802) – Bäcken (805) – Rotvik (160, 787, 788) – Holma (788) – Västra Torp (786) – Norra Torpmotet (E6, 832). Färja: Färjeled över Gullmarsfjorden |
| 162    | Drottninggatan – Landsvägsgatan – Ulseröd (161) – Skal (834) – Lyse (831, 839) – Häggvall (840, 830) – Heden (825) – Gåseberg (841) – Häller (846) – Brastad (828, 843) – Övre Tuntorp (851) – Heden (825) – Brodalen (819, 852) – Dalaborg (855) – Hallinden (171, 820, 820) – Uteby (817) – Gläborgs före detta hållplats (856) – Gläborgsmotet (165, E6, 832) |
| 163    | Grindmotet (E6, 908) – Humlekärr (896) – Sjöröd (891) – Kville (911, 902) – Kamstorp (914) – Edsten (917) – Fjällbacka (915, 917) – Källvik (918) – Långesjö (1001.01, 1001) – Åseröd (1000) – Vik (1002) – Hala (1005) – Nästegård (1007) – Rörvik (1008) – Grebbestad (1008, 1010, 1012) – Greby (1013) – Säm (1018, 1016, 1015) – Rörängen (990) – Rylandsmotet (E6, 920) – Tanumsmotet (E6, 914) – Fossum (975) – Tyft (959) – Tungene (958) – Klinkenborg (955) – Norra Naverstad (966, 165). |
| 164    | Strömstad (1030, 176) – Strömstadsmotet (E6) – Skee (990) – Grålös (985) – Skärje (988) – Valex (983) – Lytorp (982) – Rämne (981, 979) – Ejgde (969) – Hålkekärr (165) – Backa (966, 165) – Klageröd (960) – Fagerhult (968) – Loviseholm (2180) –Björnlidmon (964) – Lundby (2101) – Mon (166, 2182) – Skottbacka (2115) – Hökesäter (2097) – Ed (2116.01, 2183) – Kårslätt (166) – Vassända (2192) – Grorud (2193) – Anfastebyn (2189) – Steneby (172) – Korsbyn (2197) – Grimmerud (2236) – Skåpafors (172, 2198) – Kroken (2198) – Laxarby (2238, 2248) – Germundebyn (2241) – Edsleskogs kyrka (2255) – 2242.01 – Bräcke (2242) – Västra Finntorp (2240) – Forsbacka (2256) – Tallåsen (2243) – Åmål (E45) |
| 165    | Gläborgsmotet (162) – Östeby (857) – Dingle (174, 929, 929) - Svarteborg (930, 931, 931) – Hällevadsholm (948, 911) – Skulestad (960) – Smeviken (949) – Fressland (961) – Äspelunden (961,955.01) – Tingvall (962) – väg till Naverstads kyrka (965) – Norra Naverstad (163) – Backa (164) – Hålkekärr (164) – Vassbotten (969, 968) – riksgränsen. |
| 166    | Riksgränsen – Dals-Högen (2181) – Bästorp (2180) – Mon (164, 2182) – Skottbacka (2115) – Hökesäter (2097) – Ed (2116.01, 2183) – Kårslätt (164, 2109) – Hindalebyn (2110) – Tingvalla (2111) – Lunnane (172, 2107) – Bäckefors (2108, 172) – väg till och förbi Bäckefors lasarett och Bäcke kyrka (2216, 2216) – Björtveten (2125) – Tomten (2124) – väg till Dalskogs kyrka (2147) – Bengterud (2217) – Årbol (2218) – Skogsbol (2135) – Gunnarsnäs kyrka (2148, 2219) – Mellerud (E45) |
| 167    | Lyckornamotet (E6, 671, 680) – Skafteröd (659) – Grinneröd (660, 650, 663) – Hasteröd (2039) – Ström (625, 2025) – Lilla Edet (2022) – Norra Lilla Edetmotet (E45, 2014) |
| 168    | Kungälvsmotet (E6, 625) – (623) – (608) – (604) – Ekelöv (613) – Risby (611, 614) – Grinden (608, 623) – Ytterby (604) – Vävra (616) – Tjuvkil (570) – Väg till Tjuvkils huvud (612) Vrångholmen – Marstrand |
| 169    | Almön (160, 722) – Habborsby (723) – Budalen (716) – Aröd (721) – Bleket (720) – Rönnäng (718) |
| 170    | Stenungsundsmotet (E6, 649) – Holm (646) – Stenungsund (770) |
| 171    | Ödby (174) – Lycke (870, 872) – Lyckan (869) – Ödstoft (868) – Stranderäng (900) – Hallinden (162) |
| 172    | Kurödsmotet (44, 688) – Nordmanneröd (694) – Fagerhult (700) – Knotten (2065) – Ellenö (2074) – Dagsholm (924) – Stommen (2067, 2077) – Ödeborgs kyrka (2067.01) – Färgelanda (2081,173, 2100) – Hjärtsäter (2084) ) – Rösäter (2086) – Högsäter (2117, 2090) – Solberg (2091) – Tångelanda (2120) – Härsängen (2122) – Stora Torp (2097) – Grösäter (2094, 2120) – Stora Bön (2124) – Arnebyn (2107) – Bäckefors (166, 2108) – Lunnane (2107, 166) – Ödskölts kyrka (2189) – Backen (2190) – Steneby Munkedalen (2237) – väg till Steneby kyrka (2196) – Steneby (164) – Grimmerud (2197, 2236) – Skåpafors (164) – Bengtsfors (2206, 2199) – Lofterud (2251) - Kråkviken (2252) – Känsbyn (2252) – Värmlands läns gräns vid bro över Dalslands kanal i Gustavsfors. Genomfart: Bengtsfors: Strömgatan, Karlsbergsvägen |
| 173    | Färgelanda (172, 2100) – Västra Stigen (2084) – Östra Stigen (2129) – Kuserud (2067) – Norra Rådane (2128) – Rådanefors (2065) – Västra Bodane (2064) – Hakerud (2127) – Kärsrud (2060) – Torp (2126) – Dykälla (E45) |
| 174    | Kungshamn (872) – Bäckevik (1186) – Röseberget (882) – Ödby (171) – Hunnebostrand (887) – Uleberg (888, 879) – Klev (868) – Sjöbackarna (879) – Brygge (900) – Ävja (870) – Vattneröd (893) – Orreberg (866) – Dalaberg (892) – Dinglemotet (E6) – Dingle (165, 929, 896). Genomfart: Dinglevägen – Bäckeviksvägen – Bäckevikstorg – Hotellgatan – Kyrkogatan |
| 176    | Strömstad (1030, 164, Uddevallavägen) – Strömstad (Oslovägen, 1035) - Blomsholmsmotet (E6, 988) |
| 178    | Varekil (160, 733) – Ängö (733) – Härlycke (733, 738) – Tegneby (740) – Rålanda (743) – Stora Huseby (745) – Glimsås (746, 770) |
| 180    | Norrby Långgata (42, 1757)– Byttorp (1769) - Fjällgatan – Ebbared (1768) – Sandhult (1762, 1766) Hedared (1682) – Storskogen (1758) – Storsten (1765) – Lygnared (1764, 1753) – Ängabo (1763) – Alingsås (E20, 1890) – Brobacka (190). Genomfart: Borås: Bäckeskogsgatan, Alingsåsvägen. Alingsås: Boråsvägen, Götaplan, Vänersborgsvägen, Kungälvsvägen |
| 181    | Lund (E20, 1910) - Fagrabo (1916) - Bråttensby kyrka (181.02) - Bråttensby (1918, 1911) - Remmene kyrka (1919) - Remmene (1920) - Östergården (1921) - Herrljunga (1933, 183) - Bergagärde (183, 1933) - Stenunga (1933) - Floby - Anguntorp (47) - Hökåsen (2650) - Fäderåsen (1932). Genomfart: Herrljunga: Alingsåsvägen, Ringleden |
| 181.02 | Väg till Bråttensby kyrka (181) |
| 182    | Stentorp (42) – St Svältan (1785, 1903) – Ramnaklev (1907) – Asklanda (1765) – Stenö (183) – Ljung (1811) – Annelund (1848, 1933) – Örekulla (1838, 1812) – Ubby (1839) – Holmen (1842) – Upptorp (1807, 1851) – Väg till Ods kyrka (1813.01) – Hägna (1815) – Murum (1827) – Älmestad (1818, 1859) – Timmele (46, 1835) – Vång (1861) – Förbindelseväg mellan 46 och 182 |
| 183    | Fristad (42, 1801) – Bergastena (1807) – Borgstena (1790, 1789, 1788) – Torpåkra (1810) – Vesene (1848, 1791) – Stenö (182) – S Björke kyrka (1913) – (1912) – (1914) – Bergagärde (181) – Herrljunga (181, 1933) |
| 184    | Sikagården (46) – Falköping – Gudhem – trafikplats Munkatorp (E20) – Bernstorp – Lidköping 44 |
| 186    | Bragnums gård (E20) – Jonslund (2506) – Stora Krogstorp (2505, 2503) – Essunga kyrka (2509) – Häljesgården (2507.1) – Nossebro (190) – Bäreberg (2542, 2543.01) – Bredöl (2547) – Baljefors (2537) – Tengene kyrka (2545, 2536) – Grästorp (47 |
| 187    | Tpl Vara (E20) – Long (47, 47) – St Levene (2546) – Järpås (2591, 2591.01) – Ågården (44) |
| 190    | Lärjemotet (E45) – Angered (521) – Bergum (1937, 557) – (1950) – Gråbo (1939) – Brogården (1968, 1955) - Brobacka (180) – Ålanda (1985) – Antens kapell (1973) – Kvarnabo (1980) – Gräfsnäs (1978) – Erska (1990, 1991) – Sollebrunn (42) – St Mellby (2035, 2040) – Genneved (2037) – Huntorp (2540) – Nossebro (2504, 186). Genomfart Göteborg: Gråbovägen |
| 193    | Rännefalan (47) – Suntakstan (26) – Nolgårdsgatan – S Ringvägen (2812.1, 2844) – Stallängsvägen (2844) – N Ringvägen/Fröjeredsvägen (2812, 2892) – Lagmansgatan – Klämmesbo – Linderyd (195) |
| 194    | Huseby (49) – Värsås – Ebbetorp (201) – Källebo (195) |
| 195    | Jönköpings läns gräns vid Henebacken – Linderyd (193) – Borrbäck (195.01) – Källebo (194, 195.02) – Sjöbonäs (195.03) – Mölltorp (49) |
| 195.01 | Borrbäck – Hjo centrum |
| 195.02 | Källebo – Sveavägen – Hjo centrum |
| 195.03 | Hjo centrum – Sveavägen |
| 200    | Horsåsrondellen (26) – Väring – Tidan – Hjälstad (201) – Töreboda (202) – Hova (E20) –Midskog – Bräckan (26) |
| 201    | Backafall (194) – Tibro (49) – Hästekulla (49) – Moholm – Hjälstad – tpl Ullervad (E20) |
| 202    | Krontorp (E20.4) – N Lövåsen (2959) – Bruket (2961) – Västeräng (2968) – Äskekärr (2966) – Töreboda (3047, 200, 3045, 3042) – Halna (3027) – Sätra (3056) – Ärlagården (3040) – Undenäs (3061, 3061.01) – Brosundet (3024) – Forsvik (3037, 3043) – Svanvik (49) |

## 500–599
- Länsväg O 500: Hallands läns gräns vid Heden (N 963) – Lesikavägen (501). Genomfart: Letsegårdsvägen
- Länsväg O 501: Södra Särövägen (560) – Lesikavägen (501) – Brottkärrsmotet (158) – Brottkärrsvägen (560). Letsegårdsvägen (500) – Årekärrsvägen (502). Genomfart: Letsegårdsvägen. Genomfart: Lesikavägen. Genomfart: Årekärrsvägen, Billdalsvägen
- Länsväg O 502: Lesikavägen (501) – Årekärr. Genomfart: Årekärrsvägen
- Länsväg O 503: Hallands läns gräns vid Hällesås (N 961) – Lindomemotet (E6 E20) – Fågelstensvägen – G:a Riksvägen (513) – Annebergsvägen (511) – Ö Lindomevägen (509) – Hällesåker (510) – Inseros (544) – Gränsudden (515) – Flygsnäs (1619) – Eriksmyst (156). Genomfart: Spårhagavägen, Industrivägen, Hällesåkersvägen
- Länsväg O 504: Klåvavägen (560) – Amundön. Genomfart: Brottkärrsvägen
- Länsväg O 505: Klåvavägen (560) – Hovås. Genomfart: Hovåsvägen
- Länsväg O 508: Kållered – Ekenleden (509)
- Länsväg O 509: Industrivägen (503) – N Hällesåkersvägen (510) Kålleredsmotet (E6 E20, 513) – Bangårdsvägen (508) – Torrekullamotet (E6 E20, 513, 514). Genomfart: Ö Lindomevägen, Ekenleden
- Länsväg O 510: Sagered (509) – Hällesåker (503, 550)
- Länsväg O 511: Hallands läns gräns vid Lunnaliden (N 981) – Industrivägen (503)
- Länsväg O 513: Hallands läns gräns vid Lyckan (N 970) – Lindome (503) – Kålleredsmotet (E6 E20, 509) – Kållered – Torrekulla (518) – Torrekullamotet (E6 E20, 509, 514)
- Länsväg O 514: Torrekullamotet (E6 E20, 509, 513) – Åbromotet (E6 E20, E6.20) – Mölndalsmotet (E6 E20) – Mölndals bro (533, 533.01) – Göteborgs kommungräns. Genomfart Mölndal: Pepparedsleden, G:a Kungsbackavägen, Göteborgsvägen
- Länsväg O 515: Hallands läns gräns vid Svinknipan (N 980) – Gränsudden (503)
- Länsväg O 517: Hallands läns gräns vid Lindåsmotet (N 953) – Lindåsmotet (158) – Hallands läns gräns öster Lindåsmotet (N 961). Genomfart: Lindomevägen
- Länsväg O 518: Torrekulla (513) – Mölndals bro (533). Genomfart: Kungsbackavägen, Nämndmansgatan, Järnvägsgatan
- Länsväg O 521: väg till Angereds kyrka (190)
- Länsväg O 523: Rya (549) – Kastenhovsmotet (E20)
- Länsväg O 524: Rävlanda (527) – Grandalsmotet (Rv27, Rv40, 529)
- Länsväg O 527: Hällingsjö (156) – Björketorps kyrka (528) – Rävlanda (524, 527.02) – Forsa (1621) – Kullamotet (Rv27, 40) – Bollebygd (554, 1757, 1758)
- Länsväg O 527.02: väg till godsmagasin vid Rävlanda järnvägsstation
- Länsväg O 528: Björlanda (156) – Bosgården (1617) – Björketorps kyrka (527)
- Länsväg O 529: Grandalsmotet (Rv27, Rv40, 524) – Hindås (554)
- Länsväg O 531: Benarebyvägen (550) – Mölndalsvägen (533)
- Länsväg O 533: Göteborgs kommungräns – Åby (Bifrostgatan) – Mölndals bro (533.01, 514) – Grevedämmet (534) – Kikåsleden – Herrgårdsvägen (537) – Rådavägen (537) – Hönekullavägen (531) – Säterivägen (550). Mölndal: Jolengatan, Bifrostgatan, Frölundagatan, Storgatan, Mölndals bro, Kvarnbygatan, Pixbovägen
- Länsväg O 533.01: förbindelseväg mellan Kungsbackavägen (514) och Mölndalsbro (533)
- Länsväg O 534: Varnbygatan (533) – Boråsvägen (540)
- Länsväg O 536: Benarebyvägen (550) – Boråsvägen (540)
- Länsväg O 537: Pixbo grindar (533) – Pixbo – St Kullbäckstorp
- Länsväg O 539: Landvetter (549, 539.01) – Landvetters järnvägsstation. Genomfart: Byvägen, Kyrkvägen, Magasinsvägen
- Länsväg O 540: Delsjömotet (Rv27, 40) – Rådavägen (534) – Råda Portar (550) – Solsten (536) – Rådanäs – Slamby (549). Genomfart Göteborg: JA Fagerbergs väg
- Länsväg O 541: Härryda (546) – Bjällås (545) – Vägskillnaden (544) – St Övatten (156). Detta är den gamla förlängningen av 156:an till Härryda.
- Länsväg O 542: Snugga (544) – Buarås (543) – Björrödsmotet (Rv27, Rv40, 549)
- Länsväg O 543: Buarås (542) – Vrestaby
- Länsväg O 544: Inseros (503) – Snugga (542) – Sandsjön – Vägskillnaden (541)
- Länsväg O 545: Bjällås (541) – Rågdal
- Länsväg O 546: Härryda (541, 546.01, 549) – Flygplatsmotet (Rv27, 40) – Landvetters flygplats
- Länsväg O 547: väg till Härryda kyrka (549)
- Länsväg O 548: Mölnlyckemotet (Rv27, Rv40, 550) – Öjersjö (549)
- Länsväg O 549: Göteborgs kommungräns – Stora Ringvägen (552) – Partillemotet (E20, 555) – Parallellvägen (556) – Furulund (558) – Öjersjö (548) – Slamby (540) – Landvetter (539) – Landvettermotet (Rv27, 40) – Björrödsmotet (Rv27, Rv40, 542) – Härryda (547, 546) – Rya (523, 544)
- Länsväg O 550: Hällesåker (510) – Bolås – Ötjärnsvägen i Mölnlycke – Djupedalsängsvägen (531) – Allén (536) – Mölndalsvägen (533) – Boråsvägen (540) – Mölnlyckemotet (Rv27, Rv40, 548)
- Länsväg O 551: Partillemotet (555) – Partille bussterminal
- Länsväg O 552: Göteborgsvägen (549) – kommungränsen
- Länsväg O 553: Göteborgs kommungräns – Kung Göstas väg (555) – Lexby – Jonseredsmotet (E20, 556, 1940)
- Länsväg O 554: Ryamotet (Rv27, Rv40, 156) – Rya (549) – Hindås (529) – Stockagärde (1753) – Varpholmen (1756) – Bollebygds kyrka (1621) – Bollebygd (527, 1757, 1758)
- Länsväg O 555: Partillemotet (549) – Gamla Kronvägen (E20, 551) – Lexbyvägen, – Utbyvägen (553)
- Länsväg O 556: Partille 549 – Skulltorpsmotet (E20, 558) – Jonseredsmotet (E20, 553, 1940)
- Länsväg O 557: väg till Bergums kyrka (190)
- Länsväg O 558: Landvettervägen (549) – G:a Alingsåsvägen (556)
- Länsväg O 559: Öckeröleden (155) – Hällsvik. Genomfart: Hällsviksvägen
- Länsväg O 560: Hallands läns gräns vid Spårhaga (N 962) – Lindomevägen/G:a Särövägen (961, 962) – Letsegårdsvägen (501) – Brottkärr (501, 504) – Hovåsmotet (505, 158). Genomfart: S Särövägen, Billdals allè, Skintebovägen, Billdalsvägen, Brottkärrsvägen, Klåvavägen
- Länsväg O 561: 155 – Sandvik. Vägen har uppgått i en annan.
- Länsväg O 563: Bur (155) – Torslanda kyrka – Lilleby Kronogård – Emelie Lejmans väg – Björlandavägen (565) – Hovgården (566) – Bärby (570). Genomfart: Torslandavägen, Kongahällavägen
- Länsväg O 564: Öckeröleden (155) – Björlandavägen (565). Genomfart: Sörredsvägen
- Länsväg O 565: Rödalidsvägen – Hisingsleden (E6.20) – Sörredsvägen (564) – Kongahällavägen (563). Genomfart: Björlandavägen
- Länsväg O 566: Hovgården (563) – Björlanda (567) – Björlanda Kile – allmänna vägens slut vid Hjälmavägen. Genomfart: Nolviksvägen, Kallhedsvägen
- Länsväg O 567: väg till Björlanda kyrka (566)
- Länsväg O 570: Wieselgrensgatan – Finlandsvägen (572) – Skogomevägen (578, 579) – Norrleden (E6.20) – Bärby (563) – Säve (580) – Gunnesby (587) – Kornhall – Hammar (601) – Kroken (597) – Harestad kyrka (598) – Flateby (599) – Hermansby (596) – Lefstad (603) – Kärna (604) – Lycke bro (606) – Lycke (607) – Tjuvkil (168). Genomfart: Tuvevägen, Kongahällavägen, Kornhallsvägen. Färja över Nordre älv
- Länsväg O 571: Stora Arödsgatan – Finlandsvägen (572) – Skälltorpsvägen (573) – Skogomevägen (578) – Gamla Böneredsvägen (580). Genomfart: Lillhagsvägen, Lerbäcksvägen
- Länsväg O 572: Tuvevägen (570) – Lillhagsvägen (571). Genomfart: Finlandsvägen
- Länsväg O 573: Lillhagsvägen (571) – Litteraturgatan (574) – Bäckebolsmotet (E6). Genomfart: Skälltorpsvägen
- Länsväg O 574: Norrleden (E6.20) – Jordfallsmotet (E6) – Vedbacka (587.01, 587) – Färjevägen – Strandgatan – Kongahällagatan (623) – Romelandavägen (625) – Solbräcke (608) – Kareby skola (617, 626) – Kareby (618) – Hanekullen (627) – Ingetorp (632) – Kode (621) – Halleby (616) – Jörlanda (628, 634) – Stora Höga (160, 636, 637, 637.01, 645). Gemensam sträckning med väg 621 i Kode. Genomfart Göteborg: Ellesbovägen, Lilla Kongahällavägen. Detta är en del av gamla E6.
- Länsväg O 574.01: förbindelseväg mellan Norrleden (E6.20) och Klarebergsmotet (E6). Genomfart: Klarebergsvägen
- Länsväg O 575: Hönö Klåva – Hönö Heden – Rödsund (155, 1121) – Öckerö hamn (1129) – Intaget – Tjolmesund – Hälsö – Burösunds brygga samt brygga
- Länsväg O 578: Tuvevägen (570, 579) – plankorsning med Bohusbanan – Lillhagsvägen (571). Genomfart: Skogomevägen
- Länsväg O 579: Tuvevägen (570) – Hisingsleden (E6.20) – Säve depå. Genomfart: Tuveliden, Tuve Kyrkväg, Holmvägen
- Länsväg O 580: Säve (570) – port under Norrleden (E6.20) – Lerbäcksvägen (571) – Nortagenevägen. Genomfart: Säve Stationsväg, Säve Kyrkväg, Svensbyvägen, Lerbäcksvägen, Gamla Böneredsvägen
- Länsväg O 587: Gunnesby (570) – Rödbomotet (E6) – Vedbacka (574, 587.01) – Bohusmotet (E45, 1960). Genomfart: Kongahällavägen
- Länsväg O 587.01: förbindelseväg mellan 574 och 587. (Påfartsväg till Jordfallsbron)
- Länsväg O 591: Öckeröleden (155) – Skeppstadsholmen. Genomfart: Flyghamnsvägen
- Länsväg O 595: Kärrhed (596) – Höga
- Länsväg O 596: Hermansby (570) – Kärrhed (595) – Gloseby – Torsby (604)
- Länsväg O 597: Kroken (570) – Sjöhed
- Länsväg O 599: Flateby (570) – Toreby – Hammar (601)

## 600–699
- Länsväg O 601: Hammar (570, 599) – Kanehall (602) – Hälltorp (604)
- Länsväg O 602: Kanehall (601) – Dotorp – Staby (604)
- Länsväg O 603: Lefstad (570) – Hallbjörntorp
- Länsväg O 604: Marstrandsvägen (168) – Hälltorp (601) – Staby (602) – Kärna (570) – Torsby (596) – Tofta (605) – Åkerhög – Vedhall
- Länsväg O 605: Tofta (604) – Kovikshamn
- Länsväg O 606: Bremnäs by – Tofta – Skogshyddan
- Länsväg O 607: väg till Lycke kyrka (570)
- Länsväg O 608: Marstrandsvägen (168) – Rollsbomotet (E6) – Karebyvägen (574)
- Länsväg O 611: Risby (168) – S Veneröd
- Länsväg O 612: väg till Tjuvkils huvud (168)
- Länsväg O 613: Ekelöv (168) – Skårby (617)
- Länsväg O 614: Risby (168) – Restad (617)
- Länsväg O 616: Vävra (168) – Ödsmål (617) – N Branehög (619) – Solberga (621) – Vitsten (624) – Halleby (574)
- Länsväg O 617: Kareby skola (574,626) – Skårby (613) – Restad (614) – Ödsmål (616) – Ödsmål (620) – Rörtångens brygga samt brygga
- Länsväg O 618: väg till Kareby kyrka (574)
- Länsväg O 619: N Branehög (616) – Hede (621)
- Länsväg O 620: Ödsmål (617) – Åseby – Solberga (621)
- Länsväg O 621: Kodemotet (E6) – Kode (574, 621.01) – Hede (619) – Solberga (616, 620) – Vallby (622) – Torp. Gemensam sträckning med väg 574 i Kode.
- Länsväg O 621.01: väg till Kode hållplats (621)
- Länsväg O 622: Vallby (621) – Årsnäs – Råholmen
- Länsväg O 623: Marstrandsvägen (168) – Uddevallavägen (574). Genomfart: Christian IV:s väg, Kongahällagatan
- Länsväg O 624: Vitsten (616) – S Aröd
- Länsväg O 625: Kungälvsmotet (E6, 168) – Uddevallavägen (574) – Skälebräcke (vh-gräns) – Romelanda (626) – Torp (629) – Hög (634) – Signehög (631) – Skörsbo (2006) – Västerlanda (642, 2006) – Ström (167, 2025)
- Länsväg O 626: Kareby skola (574, 617) – Rishammar (627) – Romelanda (625, 626.01)
- Länsväg O 626.01: väg till Romelanda kyrka (626)
- Länsväg O 627: Hanekullen (574) – Rishammar (626)
- Länsväg O 628: väg till Jörlanda hållplats (574)
- Länsväg O 630: Ranebo (634) – Nedre Röra (638)
- Länsväg O 631: Signehög (625) – Braseröd
- Länsväg O 632: Ingetorp (574) – enskild väg till Björröd – Stubbhult (634)
- Länsväg O 633: väg till Jörlanda kyrka (574)
- Länsväg O 634: Jörlanda (574) – Jörlandamotet (E6) – Ranebo (630) – Stubbhult (632) – Hög (625)
- Länsväg O 635: Gilltorp (574) – Toröd
- Länsväg O 636: St Höga (574) – Lundby (638)
- Länsväg O 638: Gåre (650) – Lundby (636) – Nedre Röra (630) – Anvik
- Länsväg O 639: Kåleberg (650) – Gössby (640) – Tvetens skola (641) – Labol
- Länsväg O 640: Gössby (639) – Skardsbacken
- Länsväg O 641: Tången (650) – Tvetens skola (639)
- Länsväg O 642: Ucklum (650) – Västerlanda (625)
- Länsväg O 644: väg till Spekeröds kyrka (650)
- Länsväg O 645: St Höga (574) – St Högamotet (E6, 160)
- Länsväg O 646: Ucklumsvägen (649) – Industrivägen (170)
- Länsväg O 647: Strandnorum (160) – S Gategård (vh-gräns) – Ucklumsvägen (649)
- Länsväg O 649: Nösnäs (160, 770) – Hasselbacken (646) – Kyrkenorum (647) – Stenungsundsmotet, viadukt under E6 – Grösse backe (650)
- Länsväg O 650: St Högamotet (E6, 160, 645) – Gåre (638) – Kåleberg (639) – Tången (641) – Grösse backe (649) – Ucklum (642) – Grössbyn (665) – Huveröd (660, 2039) – Grinneröd (167, 660). Detta är en del av gamla E6.
- Länsväg O 653: Industrivägen (170) – G:a Kläppvägen – Stripplekärr – Ödsmål (770)
- Länsväg O 655: väg till Ödsmåls kyrka (770)
- Länsväg O 656: Ödsmål (770) – Å (657) – Rinnela (658) – Elversröd (660)
- Länsväg O 657: Å (656) – Talbo
- Länsväg O 658: Gullborga (659) – Rinnela (656)
- Länsväg O 659: Viddesgärde (770) – Gullborga (658) – Skafteröd (167)
- Länsväg O 660: Huveröd (650) – Sågen (665) – Svenshögen (661) – Elversröd (656) – Grinneröd (167, 650)
- Länsväg O 661: väg till Svenshögens fd sjukhem (660)
- Länsväg O 663: väg till Grinneröds kyrka (167)
- Länsväg O 665: Grössbyn (650) – Sågen (660)
- Länsväg O 668: Utby (2025) – Nötebron (2029) – Vassbo (681) – Råane (687) – Köperöd (682) – Bratterödmotet (678) – Fjällvägmotet (Rv44, 2069)
- Länsväg O 671: Lyckornamotet (E6, 680) – Lyckorna – Anfasteröd
- Länsväg O 672: Ljungskile (680) – Arendalsvägen – Hälle Lider
- Länsväg O 673: Ljungskile (680) – Hälle
- Länsväg O 675: Ljungskilemotet (680) – 1500 m väster om väg 680 – enskild väg till Ulvön – Ulvesund – Ranneberg (676) – Bräcke – Råssbyn (679)
- Länsväg O 676: Vägeryr (680) – Resteröd (676.01) – Ranneberg (675)
- Länsväg O 676.01: väg till Resteröds kyrka (676)
- Länsväg O 678: Lerbomotet (E6, 679) – Hova (680, 679) – Bratterödsmotet (668) – Råsserödsmotet (Rv44). Motortrafikled: Bratterödsmotet (668) – Råsserödsmotet (Rv44)
- Länsväg O 679: Lerbo (E6, 678) – Råssbyn (675) – Sund – Hova (678)
- Länsväg O 678: Rv44 – Bratteröd – E6. Var delvis motortrafikled men har nu uppgått i annan väg.
- Länsväg O 680: Lyckornamotet (E6, 167, 671) – Ljungskilemotet (E6, 675) – Aröd (681) – Vägeryr (676) – Grohed (682) – Långhed (683) – Hova (678). Del av gamla E6.
- Länsväg O 681: Aröd (680) – Vassbo (668)
- Länsväg O 682: Grohed (680) – Forshälla (683) – Köperöd (668)
- Länsväg O 683: Forshälla (682) – Långehed (680)
- Länsväg O 687: Råane (668) – Stenshult (688)
- Länsväg O 688: Bräckemotet (Rv44, 172) – viadukt under 678 – Stenshult (687, 689) – Sågbron (2029). Genomfart: Västgötavägen, Sigelhultsvägen
- Länsväg O 689: Stenshult (688) – Djurhults kapell
- Länsväg O 690: väg till och förbi Ängebackens hållplats (697,697)
- Länsväg O 694: Nordmanneröd (172, 695) – Holmen (698, 700) – Lönnebergshage (2060)
- Länsväg O 695: Nordmanneröd (694) – Viganseröd (696)
- Länsväg O 696: Högen (697) – Viganseröd (695) – S Huveröd (698)
- Länsväg O 697: Ramserödsmotet (Rv44) – Ängebackens hållplats (690, 690) – Högen (696) – Ryr (2031, 2029) – Trestad center (Äsperedsvägen) – Kvarntorp (2028)
- Länsväg O 697.01: förbindelseväg mellan 697 och Stampgatan
- Länsväg O 698: Holmen (694) – Kyrkebyn (698.01) – S Huveröd (696) – enskilda utfartsvägen från Fällan – en punkt omkring 800 m sydväst om Torvrukan – Lubberud (2060)
- Länsväg O 698.01: väg till Lane Ryrs kyrka (698)

## 700–799
- Länsväg O 700: Holmen (694) – Fagerhult (172)
- Länsväg O 701: Kärragård (Rv44) – Brattåsmotet (Rv44) – Västerlånggatan (668). Genomfart: Kurverödsleden, Strömstadsvägen
- Länsväg O 709: Höviksnäs (711) – Balkeröd – Bergastrand
- Länsväg O 710: Sundsby (160) – Mjölkeviken (711) – Lilldal (732) – Kållekärr (723, 723) – Skedet (169). Gemensam sträckning med väg 723 i Kållekärr.
- Länsväg O 711: Mjölkeviken (710) – Hjälteby (712) – Bråland (714) – Häggvall (169) – Höviksnäs (709) – Höviksnäs Brygga
- Länsväg O 712: Röd (169) – Valla kyrka – Bråland (711)
- Länsväg O 714: Bråland (711) – Myggenäs – Sjötången (169)
- Länsväg O 715: Röa (721) – Stockevik
- Länsväg O 716: Sibräcka (723, 716.01) – Budalen (169) – Djupvik
- Länsväg O 716.01: förbindelseväg mellan 723 och Sibräcka (716)
- Länsväg O 717: Fagerfjäll (169) – Rösselviksstrand
- Länsväg O 718: Rönnängs brygga – Rönnäng (169, 719) – Kuballe (169)
- Länsväg O 719: väg till Rönnängs kyrka (718)
- Länsväg O 720: Bleket (169) – Bringelbärsholmen – Rytterholmen – vändplanen på Koholmen – Klädesholmen
- Länsväg O 721: Aröd (169) – Röa (723, 723) – Nordvik (724) – Skärhamn – Utäng (723)
- Länsväg O 722: väg till rastplats på Almön (160, 169)
- Länsväg O 723: Röa (721) – Utäng (721) – Sibräcka (716, 716.01) – Häller (726, 727) – Haketorp (725) – Kållekärr (710, 710) – Habborsby (169). Gemensam sträckning med väg 710 i Kållekärr.
- Länsväg O 724: Nordvik (721) – Nordviksstrand
- Länsväg O 725: Sibräcka (723) – Stenkyrka kyrka – Haketorp (723)
- Länsväg O 726: Häller (723) – Säby utmark
- Länsväg O 727: Häller (723) – Valsäng (731) – Klövedal (728) – Långekärr (729) – Kyrkesunds brygga
- Länsväg O 728: väg till Klövedals kyrka (727)
- Länsväg O 729: Långekärr (727) – Kolleröd (730) – Halsbäck samt brygga
- Länsväg O 730: Kolleröd (729) – Björholmen
- Länsväg O 731: Valsäng (727) – Fosseröd (732)
- Länsväg O 732: Lilldal (710) – Fosseröd (731) – Röra strand samt brygga
- Länsväg O 733: Varekil (178) – Hjälmvik (735) – Ängö (178) – Härlycke (737, 178, 738). Gemensam sträckning med väg 178 vid Ängö.
- Länsväg O 734: Ängås (770) – Varekil (160, 178)
- Länsväg O 735: Hjälmvik (733) – Råssön samt brygga
- Länsväg O 737: Härlycke (733) – Horleby (770)
- Länsväg O 738: Härlycke (178, 733) – Tvet Sörgård (739) – Vasseröd – Ängs brygga. Färja över Lyresund
- Länsväg O 739: Tvet Sörgård (738) – Tvet Östergård (740)
- Länsväg O 740: Sollids fyr (744) – Boxvik – Nösund – Lunden (743) – Tvet Östergård (739) – Tegneby (178, 742) – Hogen (770) – Röra – Utgård (752). Gemensam sträckning med väg 178 vid Tegneby.
- Länsväg O 742: väg till Tegneby kyrka (740)
- Länsväg O 743: Lunden (740) – Rålanda (178)
- Länsväg O 744: Stensbo (770) – Sollids fyr (740) – Edshultshall – Mollösund
- Länsväg O 745: Hästekälla (770) – St. Huseby (178)
- Länsväg O 746: Glimsås (770) – Ellös (746.01) – färjeläget
- Länsväg O 746.01: Vändplan i Ellös (746)
- Länsväg O 747: Tönsäng (748) – Tuvesvik
- Länsväg O 748: Backa (770) – Tönsäng (747) – Stocken
- Länsväg O 751: Kårehogen (770) – Fröjdendal – Malön – Flatön – Flatö kapell (1180) – Ängö samt brygga – Fruvik – Dragsmarks kyrka – Kållehed (785). Färjor över Malö strömmar och Nordströmmarna.
- Länsväg O 752: Strömsholm (770) – Torebo (753) – Utgård (740) – Henån (160)
- Länsväg O 753: Torebo (752) – Kungsviken
- Länsväg O 761: väg till Långelanda kyrka (770)
- Länsväg O 762: Toggestala (770) – V Kollungeröd (766) – Röra (770)
- Länsväg O 764: Högeliden (160) – Torps kyrka (766)
- Länsväg O 765: Vräland (770) – Gäddestala (767) – Groröd (766)
- Länsväg O 766: V Kollungeröd (762) – Myckleby (767, 768) – Groröd (765) – Blibräcka (771) – Torps kyrka (764) – Ström (774) – Gåre (160). Gemensam sträckning med väg 767 vid Myckleby.
- Länsväg O 767: Gäddestala (765) – Myckleby (766) – Allmag (774). Gemensam sträckning med väg 766 vid Myckleby.
- Länsväg O 768: väg till Myckleby kyrka (766)
- Länsväg O 770: Nösnäsmotet (160, 649) – Strävliden (vh-gräns) – Ödsmål (653, 655, 656) – Viddesgärde (659) – Kolhättan – Svanesund (färjeled) – Ängås (734) – Långelanda (744, 761) – Röra (762) – Toggestala (762) – Vräland (765) – Öv Hoga (160) – Hårleby (757) – Hogen (740) – Strömsholm (752) – Kårehogen (751) – Glimsås (746) – Backa (748) – Hästekälla (745) – Stensbo (744) – Hälleviksstrand samt brygga
- Länsväg O 771: Bilbräcka (766) – Vasshagen (774)
- Länsväg O 773: Gåre (160) – Sörgraven
- Länsväg O 774: Långelanda (770) – Nybo (775) – Allmag (767) – Vasshagen (771) – Ström (766)
- Länsväg O 775: Nybo (774) – Stillingsön
- Länsväg O 779: Ängen (787) – Studseröd
- Länsväg O 785: Grundsund – Gunnesbo (793) – Röd (796) – Fiskebäck (797) – Östersidan (799) – Kållehed (751) – Lögås (161)
- Länsväg O 787: Rotvik (160, 161) – Skredsvik (807) – Ängen (779) – Saltkällan (832)
- Länsväg O 788: Rotvik (161) – Holma (161)
- Länsväg O 789: väg till Högås kyrka (160)
- Länsväg O 790: Lycke (791) – Hälle (160)
- Länsväg O 791: Bokenäs (161) – Lycke (790) – Eriksberg
- Länsväg O 793: Gunnesbo (785) – Rågårdsvik
- Länsväg O 796: Röd (785) – Stockevik
- Länsväg O 797: Fiskebäck (785) – Fiskebäckskil
- Länsväg O 799: väg till samfällda planen i Östersidan (785)

## 800–899
- Länsväg O 801: väg till Bokenäs kyrka (161)
- Länsväg O 802: Lanehed (161) – Röd (803) – Storehogen
- Länsväg O 803: Röd (802) – Kålvik (804)
- Länsväg O 804: Bua (805) – Kålvik (803) – Jordfall
- Länsväg O 805: Bäcken (161) – Bua (804) – Hällebäcks brygga
- Länsväg O 807: Hogstorp (832, E6) – Skredsvik (787)
- Länsväg O 808: Hogstorp (832) – Österöd
- Länsväg O 812: Saltkällan (832) – Valbo Ryr (924)
- Länsväg O 813: L Foss (816, 832) – Munkedalsmotet (E6) – Pilegård (814) – Torreby – Röd
- Länsväg O 813.01: väg till Foss kyrka (813)
- Länsväg O 814: Pilegård (813) – Faleby (815) – Gårvik
- Länsväg O 815: Faleby (814) – Munkedals hamn
- Länsväg O 816: Kvistrum (832, 924) – Munkedal (816.01) – L Foss (813) – Säleby (925, 832)
- Länsväg O 816.01: väg till Munkedals järnvägsstation (816)
- Länsväg O 817: Broberg (819) – Orndal (818) – Uteby (162)
- Länsväg O 818: Orndal (817) – Ingalsröd
- Länsväg O 819: Brodalen (162) – Broberg (817) – Angård (822) – Sämstad
- Länsväg O 820: Hallindens bussterminal (162, 162)
- Länsväg O 821: Brodalen (852) – Bro kyrka (855) – Bro prästgård
- Länsväg O 822: Mon (825) – Rörvall (823) – Angård (819)
- Länsväg O 823: Holma (824) – Rörvall (822)
- Länsväg O 824: L Hede (825) – Holma (823) – Holma brygga
- Länsväg O 825: Heden (162) – L Hede (824) – Mon (822) – Brastad (828) – Immestad (826) – Brodalen (162)
- Länsväg O 826: Prässtorp (828) – Nedre Tuntorp – Immestad (825)
- Länsväg O 828: Brastads järnvägsstation (162) – Prästtorp (826) – Brastad (825)
- Länsväg O 829: Valbo Ryr (924) – Store Mosse (2069)
- Länsväg O 830: Lassehaga (831) – Flat – Häggvall (162)
- Länsväg O 831: Lyse (162) – Lassehaga (830) – Alsbäck
- Länsväg O 832: Herrestad (Rv44) – Grytingen – Hogstorp (807, 808) – Saltkällan (812, 787) – Kvistrum (816) – L Foss (813) – Säleby (816) – Ö Säleby (926) – Håbymotet (E6) – Håby (925, 857) – Gläborgsmotet (E6, 162)
- Länsväg O 834: Skal (162) – Lyse kyrka (835) – Djupedal (839)
- Länsväg O 835: Lyse kyrka (834) – Sandåker (836) – Kolleröd (837) – Skalhamn
- Länsväg O 836: Sandåker (835) – N Grundsund
- Länsväg O 837: Kolleröd (835) – Ramsvik
- Länsväg O 839: Lyse (162) – Djupedal (834) – Fiskebäcksvik
- Länsväg O 840: Häggvall (162) – Norrkila – Bryggorna
- Länsväg O 841: Gåseberg (162) – Knarrevik (843)
- Länsväg O 843: Brastad (162) – Ödsmål (845, 846, 847) – Bräcke (845) – Knarrevik (841) – Lahälla
- Länsväg O 845: Ödsmål (843) – Rixö – Bräcke (843)
- Länsväg O 846: Häller (162) – Ödsmål (843)
- Länsväg O 847: Ödsmål (843) – Skällid (849) – Vinbräcka
- Länsväg O 849: Skällid (847) – Dalaryd (850)
- Länsväg O 850: Öv Tuntorp (851) – Dalaryd (849) – Loddebo
- Länsväg O 851: Öv Tuntorp (162) – Öv Tuntorp (850) – Tuntorps Sandvik
- Länsväg O 852: Brodalen (162, 821) – Vese (853) – Österöd (854) – Slävik
- Länsväg O 853: Vese (852) – Sandvik
- Länsväg O 854: Österöd (852) – Rågårdsdal
- Länsväg O 855: Dalaborg (162) – Bro kyrka (821) – Vrångebäck – Vrågaro
- Länsväg O 856: väg till Gläborgs f.d. hållplats (162)
- Länsväg O 857: Östeby (165) – Håby (832)
- Länsväg O 866: Runden (900) – Bärfendal (866.01) – Orreberg (174)
- Länsväg O 866.01: väg till Bärfendals kyrka (866)
- Länsväg O 868: Klev (174) – Rörby (879) – Tossene (870, 870) – Ödstoft (171). Gemensam sträckning med väg 870 vid Tossene.
- Länsväg O 869: Lyckan (171) – Stensjö – Grodalen
- Länsväg O 870: Ävja (174) – Brådal (900) – Arslätt (900) – Tossene (868, 868) – Askums kyrka – Lycke (171, 872). Gemensam sträckning med väg 900 delen Brådal – Arslätt och med väg 868 vid Tossene.
- Länsväg O 871: Todderöd (872) – Amhult (871.01) – Ö Rörvik (873)
- Länsväg O 871.01: väg till Amhults brygga (871)
- Länsväg O 872: Lycke (171) – Todderöd (871) – Amborseröd (873) – Hovenäset (874, 874) – Kungshamn (174). Genomfart: Hallindenvägen
- Länsväg O 873: Amborseröd (872) – Ö Rörvik (871) – Tullboden – Stallen – Malmöns fiskeläge – Draget. Färjeled över Stallrännan
- Länsväg O 874: väg genom Hovenäset (872, 872)
- Länsväg O 879: Uleberg (174) – Rörby (868) – Sjöbackarna (174)
- Länsväg O 882: Röseberget (174) – bro över Sotenkanalen (885) – Ramsvik – Koholmarna
- Länsväg O 885: bro över Sotenkanalen (882) – Nötö
- Länsväg O 887: Hunnebostrand (174) – Hunnebostrand (888)
- Länsväg O 888: Hunnebostrand (887) – Ulebergshamn (888.01) – Uleberg (174)
- Länsväg O 888.01: väg till Ulebergshamns hamn (888)
- Länsväg O 889: Sandbäck (900) – Heestrand – Slottet (900)
- Länsväg O 891: Bräcke (900) – Heane (893) – Gullov (897) – Skibbevall (892) – Sjöröd (163)
- Länsväg O 892: Dalaberg (174) – Täcklebo (894) – Skibbevall (891)
- Länsväg O 893: Vattneröd (174) – Bottna (894) – Bottna kyrka (895) – Heane (891)
- Länsväg O 894: Bottna (893) – Täcklebo (892)
- Länsväg O 895: väg till Bottna kyrka (893)
- Länsväg O 896: Dingle (174) – Humlekärr (163)
- Länsväg O 897: Svenneby kyrka (900) – Gullov (891)
- Länsväg O 899: Övertun (900) – S Ödsmål (902)

## 900–999
- Länsväg O 900: Stranderäng (171) – Runden (866) – Brådal (870) – Arslätt (870) – Brygge (174) – Bräcke (891) – Svenneby kyrka (897) – Sandbäck (889) – Övertun (899) – Slottet (889) –
- Länsväg O 901: Hamburgsund (907) – Hamburgsunds skola (902) – Flyg (163). Gemensam sträckning med väg 870 delen Brådal – Arslätt.
- Länsväg O 902: Hamburgsunds skola (900) – S Ödsmål (899) – Kville (163, 911)
- Länsväg O 905: Hamburgsunds färjeläge (907) – Strandbacken – Hökebacken
- Länsväg O 906: Norgård (907) – Tullboden – Vänd igen
- Länsväg O 907: Hamburgsund (900) – (färjeled) – Hamburgsunds färjeläge (905) – Norgård (906) – Hamnbukten
- Länsväg O 907.01: väg till Sjöviken (907)
- Länsväg O 908: Hällevadsholm (911) – Grind (910) – Grindmotet (E6, 163)
- Länsväg O 909: väg till Hällevadsholms järnvägsstation (911)
- Länsväg O 910: Grind (908) – Ön (911)
- Länsväg O 911: Hällevadsholm (165, 908) – Rabbalshede (954, 954, 949, 950) – Solberg (912) – Ön (910) – Kville (163, 902)
- Länsväg O 912: Solberg (911) – Heden (913)
- Länsväg O 913: Solhem (920.01) – Heden (912) – N Vidingen (914) – Edsten (163)
- Länsväg O 914: Kamstorp (163) – N Vidingen (913) – Skistad (915) – Krokbräcke (922) – St Anrås (1000) – Orrekläpp (1003) – Löveröd (1005) – Tegneby (1004, 1007) – Tanums kyrka (920, 920) – Tanumsmotet (E6, 163). Gemensam sträckning med väg 920 vid Tanums kyrka.
- Länsväg O 915: Skistad (914) – Fjällbacka (163)
- Länsväg O 916: väg till Sälvik (917)
- Länsväg O 917: Fjällbacka (163) – St torget (917.01, 918) – Idrottsplatsen (916) – Vetteberget runt (917.01) – Edsten (163). Genomfart: Föreningsgatan, Södra Hamngatan, Galärbacken, Falkevägen
- Länsväg O 917.01: förbindelseväg mellan 917 och 917 i Fjällbacka
- Länsväg O 918: Källvik (163) – St torget (917). Genomfart: Dinglevägen, Norra Hamngatan
- Länsväg O 920 Hoghem (E6) – Tanums kyrka (914, 914) – Tanumshede (1015, 976) – Rylandsmotet (E6, 163). Gemensam sträckning med väg 914 vid Tanums kyrka.
- Länsväg O 920.01: Rabbalshedemotet (E6, 911) – Solhem (913, 951) – Pålen (922, E6)
- Länsväg O 922: Pålen (920.01) – Krokebräcke (914)
- Länsväg O 923.01: Vändplats (923)
- Länsväg O 924: Kvistrum (816) – Stale (928) – Valbo Ryr (812, 829) – Torsbyn (2069) – Torps kyrka (2073, 2077) – Ellenö (2074) – Dagsholm (172)
- Länsväg O 925: Säleby (816) – Klåvehagen (926) – Lerberg – Håby (832)
- Länsväg O 926: Ö Säleby (832) – Smedberg – Klåvehagen (925) – Hästeskedet (928)
- Länsväg O 928: Stale (924) – Bruksvägen – Hästeskedet (926) – Åboland (934) – Kinkhem (936) – Gunnarsröds mosse (936) – Hede (934, 938) – Hällungstad (930) – Hedekas (941) – Krokstad (942) – Restad (940) – Medbön (943) – Torp – Forsane (2101)
- Länsväg O 929: Dingle (165, 174) – Dingle järnvägsstation – 165 norra anslutningen
- Länsväg O 930: Svarteborg (165, 932) – Gunghult (933) – Gunnarsbo bro (940) – Hällungstad (928)
- Länsväg O 931: väg till och förbi Svarteborgs kyrka (165, 165)
- Länsväg O 932: Svarteborg (930) – Mögärde
- Länsväg O 933: Gunghult (930) – St Dalen
- Länsväg O 934: Åboland (928) – Stensryr – Hede (928)
- Länsväg O 936: Kinkhem (928) – Hult – Gunnarsröds mosse (928)
- Länsväg O 938: väg till och förbi Hede kyrka (928, 928)
- Länsväg O 940: Gunnarsbo bro (930) – L Röd (941) – Åseröd – Restad (928)
- Länsväg O 941: L Röd (940) – Hedekas (928) – Högheden (945) – Åttingsberg (2081)
- Länsväg O 942: väg till och förbi Krokstads kyrka (928, 928)
- Länsväg O 942.01: väg vid Krokstads kyrka (942)
- Länsväg O 943: Medbön (928) – Snaben
- Länsväg O 945: Högheden (941) – Prästbol (946) – Kättelsröd (946) – Kåtebol (2089) – Lerdals Stommen (2090)
- Länsväg O 946: Prästbol (945) – Sanne kyrka – Kättelsröd (945)
- Länsväg O 948: Hällevadsholm (911) – Fän (960)
- Länsväg O 949: Rabbalshede (911) – Fossane (950) – Smeviken (165, 955)
- Länsväg O 950: Rabbalshede (911) – Fossane (949)
- Länsväg O 951: Solhem (920.01) – Kusttorp (952)
- Länsväg O 952: Hovtorp (E6) – Kustorp (951) – Karseröd (955)
- Länsväg O 954: väg till och igenom Rabbalshede (911, 911)
- Länsväg O 955: Smeviken (949) – Kaseröd (952) – Grimmeland (955.01) – Klinkenborg (163)
- Länsväg O 955.01: förbindelseväg mot Äspelunden (165, 955)
- Länsväg O 958: Tungene (163) – Ödsmål
- Länsväg O 959: Tyft (163) – Granneröd
- Länsväg O 960: Skulestad (165) – Fän (948) – Liveröd (963) – Sundhult (962) – Rimseröd (963) – Backen (964) – Klageröd (164)
- Länsväg O 961: Fressland (165) – Mo kyrka – Äspelunden (165)
- Länsväg O 962: Tingvall (165) – Sundshult (960)
- Länsväg O 963: Liveröd (960) – Mickelskogen – Rimseröd (960)
- Länsväg O 964: Backen (960) – Björnlidmon (164)
- Länsväg O 965: väg till Naverstads kyrka (165)
- Länsväg O 966: N Naverstad (163) – Bullareby – Backa (164, 165)
- Länsväg O 968: Fagerhult (164) – Vassbotten (165)
- Länsväg O 969: Ejgde (164) – Vassbotten (165)
- Länsväg O 974: Kil (990) – Lurmotet (E6) – Lur (979)
- Länsväg O 975: Fossum (163) – Ulvesked (976)
- Länsväg O 976: Tanumshede (920) – Ulvesked (975) – Torim (977) – Lurs kyrka (978, 979)
- Länsväg O 977: Knäm (1018, 990) – Knämmotet (E6) Torim (976) – Vassby (979)
- Länsväg O 978: Skälleröd (990) – Lurs kyrka (976, 979)
- Länsväg O 979: Hessland (990) – Lur (974) – Lurs kyrka (976, 978) – Hästum (980) – Vassby (977 – Rämne (164)
- Länsväg O 980: Hästum (979) – Önsmyrarna (981)
- Länsväg O 981: Rämne (164) – Önsmyrarna (980) – Björke (987) – Heby (982) – Varp (983) – Varps hållplats (990)
- Länsväg O 982: Heby (981) – Lytorp (164)
- Länsväg O 983: Varp (981) – Valex (164)
- Länsväg O 985: Grålös (990, 164) – Skee kyrka (986) – Gibberöd (988) – Högstad (988) – Näsinge kyrka (1054). Gemensam sträckning med väg 988 delen Gibberöd – Högstad.
- Länsväg O 986: Skee kyrka (985) – Hagetorp (988)
- Länsväg O 987: Risäng (990) – Björke (981)
- Länsväg O 988: Hogdalsmotet (E6, 1040) – Blomsholm (1055) – Stene (1041) – Blomsholmsmotet (176) – Rogstad (1054) – Hagetorp (986) – Högstad (985) – Gibberöd (985) – Hjälmstad (1052) – Håve (1050) – Skärje (164). Gemensam sträckning med väg 985 delen Högstad – Gibberöd.
- Länsväg O 990: Rörängen (163) – Solhem (1016) – Knäm (977, 1018) – Skälleröd (1023, 978) – Kil (974) – Hessland (979) – Risäng (987) – Vik (1030) – Sältenmotet (E6) – Varps hållplats (981) – Skeemotet (1027, E6) – Grålös (985) – Skee (164)

## 1000–1099
- Länsväg O 1000: Åseröd (163) – St Anrås (914)
- Länsväg O 1001: väg till Långesjö brygga (163)
- Länsväg O 1001.01: förbindelseväg vid Långesjö (163, 1001)
- Länsväg O 1002: Vik (163) – Kämpersvik
- Länsväg O 1003: Ljungbytorp (E6) – Kyrkoryk – Orrekläpp (914)
- Länsväg O 1004: Gerum (E6) – Tegneby (914)
- Länsväg O 1005: Hala (163) – Orrekläpp (1006) – Löveröd (914)
- Länsväg O 1006: Orrekläpp (1005) – Halvordseröd (1007)
- Länsväg O 1007: Nästegård (163) – Halvordseröd (1006) – Tegneby (914)
- Länsväg O 1008: Rörvik (163) – Grebbestad (163). Genomfart: Repslagaregatan, Storgatan, Övre Långgatan
- Länsväg O 1009: Kuseröd (1010) – Sövall
- Länsväg O 1010: Grebbestad (163) – Kuseröd (1009) – Krossekärr
- Länsväg O 1011: Gissleröd (1012) – Ulmekärrssand
- Länsväg O 1012: Grebbestad (163) – Gissleröd (1011) – Ulmekärr (1013.01, 1013)
- Länsväg O 1013: Greby (163) – Ulmekärr (1013.01, 1012) – Edsvik – Havsstensund
- Länsväg O 1013.01: förbindelseväg mellan 1012 och 1013 vid Ulmekärr
- Länsväg O 1014: väg till Tanums järnvägsstation (1015)
- Länsväg O 1015: Tanumshede (920) – väg till Tanums järnvägsstation (1014) – Säm (163)
- Länsväg O 1016: Säm (163) – Nedre Säm (1016.01) – Solhem (990)
- Länsväg O 1016.01: förbindelseväg mot Sannäs (1016, 1018)
- Länsväg O 1018: Säm (163) – Övre Säm (1016.01) – Sannäs – Mjölkeröd (1020) – Knäm (990, 977)
- Länsväg O 1020: Mjölkeröd (1018) – Västbacken
- Länsväg O 1022: väg till Kragenäs hållplats (1023)
- Länsväg O 1023: Skälleröd (990) – Kragenäs (1022) – S Galtö – Resö – Hamnsundet
- Länsväg O 1025: Vik (1030) – Råssöhamn
- Länsväg O 1027: Skeemotet (E6, 990) – Båleröd (1030)
- Länsväg O 1029: Dafter (1030) – Daftön – S Öddö – Tjärnö – Saltö – Saltö hamn
- Länsväg O 1030: Vik (990, 1025) – Båleröd (1027) – Dafter (1029) – Strömstad (164, 176)
- Länsväg O 1034: Ånneröd (1035) – Härslätt (1041) – Hällestrand
- Länsväg O 1035: Oslovägen (176) – Ånneröd (1034) – Norrkärr (1036) – Seläter
- Länsväg O 1036: Norrkärr (1035) – Knarrevik
- Länsväg O 1037: Hogdal-Hälle (1040) – Kungbäck (1037.01) – Lökholmen
- Länsväg O 1037.01: väg till fiskehamn vid Kungsvik (1037)
- Länsväg O 1038: Medby (1040) – Lervik
- Länsväg O 1039: Nordby (1040) – Saltbacken
- Länsväg O 1040: Hogdalsmotet (E6, 988) – Hogdals kyrka (1061) – Hogdals-Hälle (1037) – Medby (1038) – Nordby (1039) – Nordbymotet (E6) – Skogar (1062) – Svinesund
- Länsväg O 1041: Stene (988) – Härslätt (1034)
- Länsväg O 1048: Håve (1050) – S Buar (1051)
- Länsväg O 1050: Håve (988, 1048) – Hälla (1051) – riksgränsen vid Håvedalen
- Länsväg O 1051: Hälla (1050) – S Buar (1048) – N Buar (1052)
- Länsväg O 1052: Hjälmstad (988) – N Buar (1051) – Flöghult (1052) – Björneröd (1065) – Flöghult (1052)
- Länsväg O 1054: Rogstad (988) – Näsinge kyrka (985, 1055.01) – Vässby (1055, 1058) – St Ytten (1060) – Barkhyttan (1061) – Hälle (1059) – Alviken
- Länsväg O 1055: Blomsholm (988) – Valbäck – Sandåker (1055.01) – Vässby (1054)
- Länsväg O 1055.01: Sandåker (1055) – Näsinge kyrka (985, 1054)
- Länsväg O 1058: Vässby (1054) – Älgsjön (1065) – Hällesmörk (1059) – Boråsgården
- Länsväg O 1059: Hällesmörk (1058) – Hälle (1054)
- Länsväg O 1060: St Ytten (1054) – Lommelands begravningsplats
- Länsväg O 1061: Hogdals kyrka (1040) – Råsshult (1062, 1063) – Barkhyttan (1054)
- Länsväg O 1062: Råsshult (1061) – Skogar (1040)
- Länsväg O 1063: Råsshult (1061) – Lommelands kyrka (1063.01) – V Mörk – Svarte Jan
- Länsväg O 1063.01: väg till Lommelands kyrka (1063)
- Länsväg O 1065: Björneröd (1052) – Älgsjön (1058)

## 1100–1199
- Länsväg O 1121: Röds sund (575) – Öckerö Sörgård – Öckerö kyrka – Norgårdsvägen (1129)
- Länsväg O 1125: Öckerövägen (575) – Hönö kyrka
- Länsväg O 1129: Öckerö hamn (575) – Gamla skolan (1121) – Hummerviken
- Länsväg O 1135: L Varholmen (155) – Gröneviken (vh-gräns) – Björkö hamn vid Skarvik. Färja över Björköfjorden
- Länsväg O 1149: väg runt Åstols fiskehamn (1149.01)
- Länsväg O 1149.01: Grenväg söderut på Åstol
- Länsväg O 1155: Stavsundsholmen – Kyrkesund (1155.01, 1155.02) på Härön
- Länsväg O 1155.01: väg till hamnplats på Härön
- Länsväg O 1155.02: väg till brunn på Härön
- Länsväg O 1158: Säckebäck (160) – Ängen på St Askerön
- Länsväg O 1180: Flatö kapell (751) – Flatö kyrkogård
- Länsväg O 1186: Bäckvik (174) – Hasselön – Smögen (Storgatan)
- Länsväg O 1188: väg över Trossö, Kalvö och Lindö
- Länsväg O 1196: Kyrkosund – Nedre Kile (1197) – Syd Kosters kapell – Kostersundet
- Länsväg O 1197: Ned Kile (1196) – Ekenäs på Syd Koster

## 1500–1599
- Länsväg O 1500: Hallands läns gräns vid Unnebo (N 808) – Fagerhult (1507) – Lundagården (1504) – Broby (1503, 1505)
- Länsväg O 1503: Hallands läns gräns vid Älgaslätt (N 861) – Istorp (1504) – Viskadal (1504.01) – Broby (1500)
- Länsväg O 1504: Istorp (1503, 1504.01) – Lundagården (1500)
- Länsväg O 1504.01: förbindelseväg mellan 1504 och 1503
- Länsväg O 1505: Horred (Rv41, 1506) – Broby (1500, 1518) – Hallands läns gräns vid Värbogården (N 843)
- Länsväg O 1506: väg till och förbi Horreds järnvägsstation (Rv41, 1505)
- Länsväg O 1507: Fagerhult (1500) – Hallands läns gräns vid Österby (N 842)
- Länsväg O 1511: Hallands läns gräns vid Skogsslätt (N 804) – Torestorp 1512, 1526)
- Länsväg O 1512: väg till Torestorps kyrka (1511)
- Länsväg O 1517: Björketorps järnvägsstation (Rv41) – Östragärde
- Länsväg O 1518: Broby (1505) – Segerstad (1519)
- Länsväg O 1519: Sundholmen (Rv41) – Segerstad (1518) – Öxnevalla kyrka (1521) – Svansjö (1526)
- Länsväg O 1520: Hallands läns gräns vid Rökåsen (N 821) – Älekulla (1526)
- Länsväg O 1521: väg till Öxnevalla kyrka (1519)
- Länsväg O 1522: Berghem (Rv41) – Lekvad (1524) – Desarhult
- Länsväg O 1524: Kullagården (156) – Haby (1525) – Öresten – Lekvad (1522)
- Länsväg O 1525: Berghem (1607) – Haby (1524)
- Länsväg O 1526: Hallands läns gräns vid Måkåsen (N 839) – Åsen (1527) – Älekulla (1520) – Brastorp (1529) – Torestorp (1511, 1530) – Svansjö (1519) – Krok (1532) – Örby (156)
- Länsväg O 1527: Åsen (1526) – Skårebo (1528) – Mjöbäck (1532)
- Länsväg O 1528: Skårebo (1527) – Öv Höghult (1532)
- Länsväg O 1529: Brastorp (1526) – Redslegården (1530)
- Länsväg O 1530: Torestorp (1526) – Redslegården (1529) – Öxabäck (1532, 1533) – Strömma (1548) – St Backa (1547) – Holsjunga (1551) – Holsjunga kyrka (1552) – Holsjunga (154)
- Länsväg O 1531: Karkashult (154) – Revesjö kyrka (1522)
- Länsväg O 1532: Bosgården (154) – Mjöbäck (1538, 1527) – Ekeberg (1541) – Prekebo (1544) – Övre Höghult (1528) – Öxabäck (1530) – Krok (1526)
- Länsväg O 1533: väg till Öxabäcks kyrka (1530)
- Länsväg O 1534: Hallands läns gräns vid Älmhult (N 840) – Mårdaklev (1559)
- Länsväg O 1538: Mjöbäcks kyrka (154, 1538.01) – Mjöbäck (1532)
- Länsväg O 1538.01: väg till Mjöbäcks kyrka (1538)
- Länsväg O 1540: Torshög (154) – Tokabo (1541)
- Länsväg O 1541: Ekeberg (1532) – Hallåsen (154) – Tokabo (1540) – Källsäng (1543) – Hyndarp (1559)
- Länsväg O 1543: Källsäng (1541) – Björkeholm (1546)
- Länsväg O 1544: Prekebo (1532) – Ljungåsen (1547) – Överlida (154)
- Länsväg O 1546: Hallingsnäs (154) – Björkeholm (1543) – Ö Frölunda (1559)
- Länsväg O 1547: Ljungåsen (1544) – St Backa (1530)
- Länsväg O 1548: Strömma (1530) – Haratången (156)
- Länsväg O 1550: Holsjunga (154) – Hid (1559)
- Länsväg O 1551: Holsjunga (1530) – Bäckäng (1533, 156)
- Länsväg O 1552: Holsjunga kyrka (1530) – Revesjö kyrka (1531) – Revesjöholm (1553) – Skallemoga (1555) – Svenljunga (154)
- Länsväg O 1553: Revesjöholm (1552) – Bäckäng (1551)
- Länsväg O 1555: Axelfors (154) – Skallemoga (1552)
- Länsväg O 1558: Hallands läns gräns vid Joarsbo (N 837) – Stäpelsbo (1562) – Svanabo – Rud (1561) – Kättarp (1564) – Sperlingsholm (1558.01) – Erikslund (1560, 1558.01) – Mårdaklevs kyrka (1559)
- Länsväg O 1558.01: förbindelseväg mellan 1558 och 1560
- Länsväg O 1559: Hallands läns gräns vid Yttre Skåpanäs (N 833) – Mårdaklev (1534) – Mårdaklevs kyrka (1558) – Hyndarp (1541) – Ö Frölunda (1573, 1546) – Hid (1550, 1572) – Axelforshed (154)
- Länsväg O 1560: Hallands läns gräns vid Mjöhult (N 834) – Erikslund (1558.01, 1558) – bro över Lillån vid Mölneby – Mölneby (1566) – Ö Frölunda (1573)
- Länsväg O 1561: Hallands läns gräns vid Ävje (N 836) – Götshul (1562) – Rud (1558)
- Länsväg O 1562: Stäpelsbo (1558) – Götshult (1561)
- Länsväg O 1564: Kättarp (1558) – Tranebäck (1565) – Håcksviks bro (1566)
- Länsväg O 1565: Tranebäck (1564) – Skyarp (1566)
- Länsväg O 1566: Mölneby (1560) – Håcksviks bro (1564) – Håcksviks kyrka (1570, 1578) – Skyarp (1565, 1567)
- Länsväg O 1567: Jönköpings läns gräns vid Bäck (F 578) – Bäck (1569) – Källhult (1568) – Skyarp (1566) – Svedjorna (1575) – Drägved (1578)
- Länsväg O 1568: Källhult (1567) – Jönköpings läns gräns vid Ingärdebo (F 583)
- Länsväg O 1569: Bäck (1567) – Jönköpings läns gräns vid Björkebo (F 579)
- Länsväg O 1570: väg till Håcksviks kyrka (1566)
- Länsväg O 1571: Lerbäcksbo (1573) – bro över Stångån vid Broholmen – Lisslarp (1578)
- Länsväg O 1572: Hid (1559) – Ledet (1573)
- Länsväg O 1573: Ö Frölunda (1559, 1560) – Lerbäcksbo (1571) – Ledet (1572) – Assmebro (1574, 1582)
- Länsväg O 1574: Mårdsborg (1578) – Ågärdet – Assmebro (1573)
- Länsväg O 1575: Svedjorna (1567) – Jönköpings läns gräns vid Gräskelid (F 584)
- Länsväg O 1577: Sjötofta (1578) – Jönköpings läns gräns vid Mölnehult (F 585)
- Länsväg O 1578: Håcksviks kyrka (1566) – Lisslarp (1571) – Mårdsborg (1574) – Drägved (1567) – Sjötofta (1577) – Ambjörnarp (1585, 1580, 1585.01, 1581) – Tranemo (156)
- Länsväg O 1579: väg till Tranemo kyrka (156)
- Länsväg O 1580: Assmebro (1582) – Tittebo – Ambjörnarp (1578)
- Länsväg O 1581: Risa (1582) – Ambjörnarp (1578)
- Länsväg O 1582: Axelfors (154) – Örsås kyrka (1583) – Assmebro (1573, 1580) – Risa (1581) – Åstarp (156)
- Länsväg O 1583: Örsås kyrka (1582) – Örsås (154)
- Länsväg O 1585: Ambjörnarp (1578) – Ambjörnarps kyrka (1585.01) – Hallabo – Grönelid – Agnabo (Rv27)
- Länsväg O 1585.01: förbindelseväg mellan 1585 och 1578 i Ambjörnarp
- Länsväg O 1586: Agnabo (Rv27) – Jönköpings läns gräns vid Skyås (F 589)
- Länsväg O 1587: förbindelseväg vid Tranemo (156, 27)
- Länsväg O 1589: Grälebo (Rv27) – Mossebo kyrka (1590) – Fåglabo (1591) – Grimsås (1720, 1595) – Kättsjö (1595.01, 1592) – Ljungsarps k.a (156)
- Länsväg O 1590: väg till Mossebo kyrka (1589)
- Länsväg O 1591: Fåglabo (1589) – Jönköpings läns gräns vid Äspås (F 593)
- Länsväg O 1592: Kättsjö (1589) – Jönköpings läns gräns vid Kättsjö (F 591)
- Länsväg O 1594: väg till Nittorps kyrka (156)
- Länsväg O 1595: Grimsås (1589) – Lillsjön (1595.01) – Jönköpings läns gräns vid Spångasjön (F 594)
- Länsväg O 1595.01: förbindelseväg mellan Lillsjön (1595) och Kättsjö (1589)
- Länsväg O 1596: Hallands läns gräns vid Helsjön (N 916) – Horred (Rv41)
- Länsväg O 1599: Hallands läns gräns vid Litserhult (N 921) – Björketorp (1602)

## 1600–1699
- Länsväg O 1600: Hallands läns gräns – Törestorp (1602)
- Länsväg O 1602: Hallands läns gräns vid Sjögärde (N 926) – Tostareds kyrka (1602.01) till Tostareds kyrka – Edared (1613) – Fotskäls kyrka (1604) – Törestorp (1600) – Surteby kyrka (1602.02) – Björketorp (1599, Rv41)
- Länsväg O 1602.01: väg till Tostareds kyrka (1602)
- Länsväg O 1602.02: väg till Surteby kyrka (1602)
- Länsväg O 1604: Fotskäls kyrka (1602) – Hajom (1605, 1608) – Hjorttorp (156)
- Länsväg O 1605: Syltered (Rv41) – Torp (1606) – Hajom (1604)
- Länsväg O 1606: Berghem (1607) – Berghems kyrka – Torp (1605)
- Länsväg O 1607: Berghem (Rv41, 1606) – Skene backa (156) – Fröhlich kiosk – trafikplats Kinna – Poliskrysset (1610) – Fritslavägen (1634)
- Länsväg O 1608: väg till Hajoms kyrka (1604)
- Länsväg O 1609: Hallands läns gräns vid Svanshult (N 934) – Bokeliden – Smälteryd (1611) – Hede (1612) – Björlanda (156)
- Länsväg O 1610: Kinna (1607) – G:a Rydalsvägen – Rydal (1625) – Segloraberg (1626) – Seglora kyrka (1635, 1637) – Viskafors (1620) – Rydboholm (1639) – Djupasjön (1640) – Borås (Jössagatan) – Brodalsmotet (Rv27, Rv40
- Länsväg O 1611: Smälteryd (1609) – Kärra (156)
- Länsväg O 1612: Hede (1609) – Sätila (1613) – Hyssna (156)
- Länsväg O 1613: Edared (1602) – Torrås – Sätila (1612)
- Länsväg O 1614: Hallands läns gräns vid Ubbhult (N 974) – Ubbhults kapell (1619) – Hällingsjö (156)
- Länsväg O 1617: Dukared (156) – Bosgården (528)
- Länsväg O 1619: Ubbhults kapell (1614) – Flygsnäs (503)
- Länsväg O 1620: Viskafors (1610, 1657) – Fagerhult (Rv41)
- Länsväg O 1621: Forsa (527) – Bollebygds kyrka (554)
- Länsväg O 1625: Rydal (1610) – Bua (1626)
- Länsväg O 1626: Hyssna (156) – Hyssna kyrka (1627) – Dragered (1628) – Bua (1625) – Seglora skola (1638) – Segloraberg (1610)
- Länsväg O 1627: Hyssna kyrka (1626) – Ljungslätt (1629) – Grönkullenmotet (Rv27, 40) – Grönkullen (1757)
- Länsväg O 1628: Dragered (1626) – Alvared (1629)
- Länsväg O 1629: Hulu (1637) – Alvared (1628) – Ljungslätt (1627)
- Länsväg O 1630: Hede (156) – Friared
- Länsväg O 1634: Stommen (Rv41) – Harpebo (väghållningsgränsen) – Fritsla (Nitarevägen, 1651, 1653, 1637, 1652) – Ramslätt (Rv41)
- Länsväg O 1635: väg till Seglora kyrka (1610)
- Länsväg O 1637: Fritsla (1634) – bro över Häggån – Seglora kyrka (1610) – Hagen (1638) – Hulu (1629) – Björkhult – Nabbamotet (Rv27, 40). Genomfart: Häggåvägen, Hjälltorpsvägen, Segloravägen
- Länsväg O 1638: Seglora skola (1626) – Hagen (1637)
- Länsväg O 1640: Tränningstorp (Rv27) – Funningens skola (Funningevägen)
- Länsväg O 1647: Karlshed (Brättingstorpsvägen) – V Gundbo – Haratången (156)
- Länsväg O 1649: Fredared (156) – Bläshult (1651)
- Länsväg O 1650: Hunnaryd (156) – Skephults kyrka (1651)
- Länsväg O 1651: Fritsla (1634) – Furesjö (Rv41) – Bläshult (1649) – Skephults kyrka (1654, 1650) – Påbo (1655) – L Apelnäs (1664) – L Snärsbo (1661) – Sexdrega (1659, 1660)
- Länsväg O 1652: Fritsla bro (1634) – Fritsla kyrka (1634)
- Länsväg O 1654: Skephults kyrka (1651) – Flenstorp (Rv41)
- Länsväg O 1655: Reaskäl (156) – Påbo (1651)
- Länsväg O 1656: Lyckås (156) – Redslared – Ringestena (1659)
- Länsväg O 1657: Kinnarumma (Rv41, 1662, 1662.01) – trafikplats Kinnarumma (Rv41) – Viskafors (1620)
- Länsväg O 1659: Ljungafors (154) – Ringestena (1656) – Ringestena (1661) – Sexdrega (1651)
- Länsväg O 1660: Sexdrega (154, 1651, 1666, 154)
- Länsväg O 1661: Ringestena (1659) – L Snärsbo (1651)
- Länsväg O 1662: Kinnarumma (1657, 1662.01) – Viskafors (1657) – Björkered (1663) – Kråkered (Rv27)
- Länsväg O 1662.01: förbindelseväg mellan 1662 och 1657 i Kinnarumma
- Länsväg O 1663: Björkered (1662) – Femskiftet (1664)
- Länsväg O 1664: L Apelnäs (1651) – Krokstorp (1665) – Femskiftet (1663) – Aplared (Rv27, 1698, 1697)
- Länsväg O 1665: Krogstorp (1664) – Ljushult (1666) – Kättebäck (Rv27)
- Länsväg O 1666: Ljushult (1665) – Sexdrega (1660)
- Länsväg O 1668: Ingared (1956) – Kärrbogata
- Länsväg O 1670: Lökared (Rv27) – Målsryd (1698)
- Länsväg O 1673: Svenljunga (156) – Boda (Rv27) – Björndal (1680, 1686) – Månstad (1688). Genomfart: Ullasjövägen, Månstadvägen
- Länsväg O 1674: Västergärdet (Rv27) – Länghem (1680)
- Länsväg O 1675: Rosenlund (Rv27) – Limmared (157)
- Länsväg O 1676: Kålarp (154) – Givarp (1677) – Tingarör (Rv27) – Länghem (1685, 1680)
- Länsväg O 1677: Billeberg (154) – Givarp (1676)
- Länsväg O 1679: Kila (Rv27, 154) – Hillareds kyrka (1681) – Bäck (1680) – Dannike (1700 östra anslutningen i Dannike)
- Länsväg O 1679.01: förbindelseväg mellan 1679 och 1700 (östra anslutningen) i Dannike
- Länsväg O 1680: Bäck (1679) – Länghem (1674) – Länghem (1685, 1688, 1676) – Björdal (1673) – Björdal (1686) – S Åsarps kyrka (1687, 157). Genomfart: Boråsvägen
- Länsväg O 1681: Lockryd (Rv27) – Hillareds kyrka (1679)
- Länsväg O 1682: Töllsjö (1758) – Hedared (180)
- Länsväg O 1685: förbindelseväg mellan 1676 och 1680 i Länghem. Genomfart: Hagagatan
- Länsväg O 1686: förbindelseväg mellan 1680 och 1673 vid Björdal
- Länsväg O 1687: väg till S Åsarps kyrka (1680)
- Länsväg O 1688: Länghem (1680) – Lugnet (1690) – Månstad (1673, 1695) – Oltorp (157)
- Länsväg O 1690: Lugnet (1688) – Finnekumla (1691, 1693) – Vegby (1690.01, 1700)
- Länsväg O 1690.01: förbindelseväg mellan 1690 och 1700 i Vegby
- Länsväg O 1691: Finnekumla (1690, 1693, 1692) – Fästeredssund (1700)
- Länsväg O 1692: väg till Finnekumla kyrka (1691)
- Länsväg O 1693: förbindelseväg mellan 1691 och 1690 i Finnekumla
- Länsväg O 1695: Månstad (1688) – Toarp (1696) – Säms skola (1700)
- Länsväg O 1696: Toarp (1695) – Gällstads kyrka (157)
- Länsväg O 1697: Nytorp (Rv27) – Aplared (1664) – Näset (1698)
- Länsväg O 1698: Aplared (1697, 1664, 27) – Målsryd (1670, 1699) – Vasshalla (1700)
- Länsväg O 1699: Målsryd (1698) – Slätthult (1700)

## 1700–1799
- Länsväg O 1700: Hedvigsborg (Rv41) – Vasshalla (1698) – Skäftingsbacka (1701) – Slätthult (1699) – Draered (1702) – Stuvhult (1706) – Dannike (1679, 1679.01) – Hulu (1709) – Fästeredssund (1691) – Vegby (1690.01, 1690) – Kyrkås (1714) – Säms skola (1695) – Gällstad (157) – Rånnaväg (1735) – Köttkulla (1739) – Nyarp (1732) – Kvarnared (1740) – Jönköpings läns gräns vid Mörkö (F 666)
- Länsväg O 1701: Skäftingsbacka (1700) – Dalsjöfors (1703, 1702) – Toarpsdal (1705) – Dalsjöforsmotet (Rv40, 1704)
- Länsväg O 1702: Draered (1700) – Dalsjöfors (1703, 1701)
- Länsväg O 1703: förbindelseväg mellan 1701 och 1702 i Dalsjöfors
- Länsväg O 1704: Kyllaredsmotet (Rv40) – norra cirkulationen i Kyllaredsmotet – södra cirkulationen i Kyllaredsmotet – via Vävlagargatan – Hallabron (1799) – Häljared (1701) – Falskog (1801) – Rångedala (1818, 1816) – Rångedalamotet – Dållebo (1707) – Hule (1820, 1707.01) – Getared (1823, 1705) – Tolkabro (1829) – Bredaslätt (1711) – Lillekullen (1713) – Redvägsbrunns hållplats (1713.01) – Trafikplats Karlsnäs (157.01, 1709) – Trafikplats Svensholm (40.01, Rv46) – Rönnåsen (1719) – Hössnamotet (Rv40, 1721)
- Länsväg O 1705: Toarpsdal (1701) – Äspered (1706, 1705.01) – Trogared (1707) – Getared (1704)
- Länsväg O 1705.01: väg till Äspereds kyrka (1705)
- Länsväg O 1706: Stuvhult (1700) – Hallabron (1708) – Äspered (1705)
- Länsväg O 1707: Dållebo (1704) – Bäckagården (1707.01) – Trogared (1705)
- Länsväg O 1707.01: förbindelseväg mellan 1707 och Hule (1704, 1820)
- Länsväg O 1708: Hallabron (1706) – Komskälet (1711)
- Länsväg O 1709: Hulu (1700) – Tvärred (1710) – Stavared (1711) – Brunn (1712) – Brunn (1713) – Trafikplats Karlsnäs (157.01, 40)
- Länsväg O 1710: väg till Tvärreds kyrka (1709)
- Länsväg O 1711: Stavared (1709) – Komskälet (1708) – Bredaslätt (1704)
- Länsväg O 1712: förbindelseväg mellan 1709 och 1712.01, 1713 i Brunn
- Länsväg O 1712.01: väg till Brunns kyrka (1712)
- Länsväg O 1713: Lillekullen (1704) – Brunn (1712, 1713.01, 1709)
- Länsväg O 1713.01: Brunn (1713) – Redvägsbrunns hållplats (1704)
- Länsväg O 1714: Kyrkås (1700) – Götåkra (157)
- Länsväg O 1715: väg genom Marbäck (157, 1715.01, 157)
- Länsväg O 1715.01: väg till Marbäcks kyrka (1715)
- Länsväg O 1719: Ulricehamn (157) – Rönnåsen (1704)
- Länsväg O 1720: Ås (157) – Nittorp (156) – Grimsås (1589)
- Länsväg O 1721: Hössnamotet (Rv40) – Karthemmet (1721.01) – Rönneberg (1871) – Hössnatorp (1876) – Valared (1736) – Gullered (1742, 1735) – Häggarpet (1877, 1878) – Kullen (Rv40)
- Länsväg O 1721.01: Karthemmet (1721) – Övreskog Avfallsanläggning
- Länsväg O 1722: Hyared (1736) – Påbo (1735)
- Länsväg O 1723: Oltorp (157) – Hulareds kyrka (1723.01) – Hackered (1724) – Nittorps by (1725) – Hönebäck (1726) – Gölingstorp (156)
- Länsväg O 1723.01: förbindelseväg mellan 1723 och 157, 1688 i Hulared
- Länsväg O 1724: Hackered (1723) – Dalstorp (1728, 1728.01)
- Länsväg O 1725: Nittorp (156) – Nittorps by (1723) – Dalstorp (1728)
- Länsväg O 1726: Hönebäck (1723) – Skogarp (1728)
- Länsväg O 1727: Kättebo (157) – Torsbo (1728)
- Länsväg O 1728: Ljungsarp (156) – Mickelsgården (1732) – Skogarp (1730, 1726) – Dalstorp (1725, 1724, 1728.01) – Torsbo (1727) – St Bystad (157)
- Länsväg O 1728.01: väg till Dalstorps kyrka (1724, 1728)
- Länsväg O 1729: Långesten (Fristadsvägen) – Frufällan (Rv42)
- Länsväg O 1730: Skogarp (1728, 1731) – Vrångestorp (1732)
- Länsväg O 1731: Skogarp (1730) – Ölsremma kyrka (1732) – Ryd – Jönköpings läns gräns vid Vägabo (F 667)
- Länsväg O 1732: Mickelsgården (1728) – Grebbaslätt (1733) – Ölsremma kyrka (1731) – Vrångestorp (1730) – Nyarp (1700)
- Länsväg O 1733: Grebbaslätt (1732) – Jönköpings läns gräns vid Kärr (F 652)
- Länsväg O 1734: Knavravägen (1743) – Slätthult. Genomfart: Slätthultsvägen
- Länsväg O 1735: Rånnaväg (1700) – Röshult – Påbo (1722) – Björnrydet (1739) – Gullered (Rv40, 1721)
- Länsväg O 1736: Källebacka (157) – Hyared (1722) – L Fagared (1739) – Holmarp (Rv40) – Valared (1721)
- Länsväg O 1739: Köttkulla (1700) – Björnrydet (1735) – L Fagrarerd (1736) – g:a järnvägsbanken – Ulricehamn (157)
- Länsväg O 1740: Kvarnared (1700) – Strängsered (1740.01) – Kullen (Rv40)
- Länsväg O 1740.01: förbindelseväg mellan 1740 och Rv40, 1879 i Strängsered
- Länsväg O 1742: väg till Gullereds kyrka (1721)
- Länsväg O 1743: Aspenvägen (1940) – Stationsvägen (1744) – Dageborgsleden (1938) – Kastenhovsmotet (E20, 523) – Slätthultsvägen (1734) – Ryggebolsvägen (1747). Genomfart: Södra Långvägen, Hedeforsvägen (del av), Knavravägen
- Länsväg O 1744: Södra Långvägen (1743) – Adelstorpsvägen (1745) – Stationsvägen (1745) – Göteborgsvägen (1940). Genomfart: Stationsvägen, Adelstorpsvägen
- Länsväg O 1745: Adelstorpsvägen (1744) – Lerums järnvägsstation. Genomfart: Stationsvägen
- Länsväg O 1747: Alingsåsvägen (1940) – Knavravägen (1743) – Floda allé (1940) – Skallsjö kyrka – Nääs (E20) – Tollered (E20). Genomfart: Ölslanda industriväg, Hantverksvägen, Ryggebolsvägen, Skallsjövägen, Södra vägen, Högsboholmsvägen, Gamla vägen
- Länsväg O 1749: Brovägen, Floda allé (1940) – Flodamotet (E20). Genomfart: von Proschwitz väg
- Länsväg O 1750: Lövhult – Hallen (1752) – Hemsjö(1751) – Hästerydsmotet (E20) – Bodarnamotet (E20, 1750.01) – Alingsås (E20)
- Länsväg O 1750.01: förbindelseväg i Bodarnamotet mellan 1750 och E20
- Länsväg O 1751: trafikplats Ingared (E20, 1956) – Hemsjö (1750) – Edsås (1753)
- Länsväg O 1752: Tollered – Hallen (1750)
- Länsväg O 1753: Stockagärde (554) – Ödenäs kyrka – Edsås (1751) – Lygnared (180)
- Länsväg O 1754: väg till Antens kapell (190)
- Länsväg O 1756: Varpholmen (554) – Tubbared
- Länsväg O 1757: Bollebygd (527, 554, 1758) – Grönkullen (1627) – Olsfors (1759) Hultafors fd järnvägsstation – Sandared (1760, 1762) – Sjömarken (1761) – Lundaskog (1757.01) – Borås (Industrigatan) – Tullamotet – Kungsgatan (Rv42, 180)
- Länsväg O 1757.01: förbindelseväg mellan 1757 och Rv27, Rv40 vid Viaredsmotet
- Länsväg O 1758: Bollebygd (527, 554, 1757) – Stenkulla (1759) – Holmared (1760) – Töllsjö (1682) – Storskogen (180)
- Länsväg O 1759: Olsfors (1757) – Stenkulla (1758)
- Länsväg O 1760: Sandared (1757) – Kvarnholmen (1853) – Holmared (1758)
- Länsväg O 1761: Sjömarken (1757) – Backabo (1762)
- Länsväg O 1762: Sandareds järnvägsstation (1757) – Backabo (1761, 1853) – Sandhult (180)
- Länsväg O 1763: Ängabo (180) – Maryd
- Länsväg O 1764: Lygnared (180) – Lygnö
- Länsväg O 1765: Storsten (180) – Kroksbo (1768) – Tarabo (1779) – Nårunga (1776) – Ön (1778) – Ljurhalla (Rv42) – Korpås (1785) – Asklanda (182)
- Länsväg O 1766: Sandhult (180) – Holmåsa (1767) – Bredared (1768) – Sköttning (1772) – Asklanda (1794) – Fristads skola (Rv42)
- Länsväg O 1767: Skogsryd (1768) – Holmåsa (1766)
- Länsväg O 1768: Ebbared (180) – Skogsryd (1767) – Ingelstorp (1770) – Bredared (1766) – Vralen (1773) – Kroksbo (1765)
- Länsväg O 1769: Byttorp (180) – Ålgården (1770)
- Länsväg O 1770: Borås (Rv42) – bro över Viskan – Ålgården (1769) Ålgården (1769) – Almenäs (vh-gräns) – Ingelstorp (1768). Genomfart: Ålgårdsvägen, Almenäsvägen
- Länsväg O 1771: Sparsör (Rv42, 1800, Rv42)
- Länsväg O 1772: Sköttning (1766) – Asstorp (1773) – Vänga (Rv42)
- Länsväg O 1773: Vralen (1768) – Klinten (1774) – Asstorp (1772)
- Länsväg O 1774: Klinten (1773) – Boda
- Länsväg O 1776: Nårunga (1765) – Lida
- Länsväg O 1777: väg till Bälinge kyrka (1900)
- Länsväg O 1778: Bälinge (1900) – Holmen – Kärtared (1779) – Ön (1765)
- Länsväg O 1779: Tarabo (1765) – Kärtared (1778) – Horla (1780) – Middagsliden (1781) – Bäne (1900)
- Länsväg O 1780: väg till Horla kyrka (1779)
- Länsväg O 1781: Hallorstorp (1900) – Middagsliden (1779) – Eklanda (1782)
- Länsväg O 1782: Tubbetorp (1900) – Eklanda (1781) – Stentorp (Rv42, 182)
- Länsväg O 1783: väg till Bohus järnvägsstation (E45)
- Länsväg O 1784: utgått, numera del av väg 1960
- Länsväg O 1785: Korpås (1765) – St Svältan (182)
- Länsväg O 1786: utgått, numera del av väg 1960
- Länsväg O 1787: Aspenvägen (1940) – Övre Rydsbergsvägen – Öxeryd. Genomfart: Kolborydsvägen
- Länsväg O 1788: väg till Borgstena järnvägsstation (183)
- Länsväg O 1790: Tämta (Rv42) – Borgstena (183)
- Länsväg O 1791: Tämta (Rv42) – Vesene (183)
- Länsväg O 1793: väg till Jungs järnvägsstation (182)
- Länsväg O 1794: Asklanda (1766) – Fristads hed (Rv42)
- Länsväg O 1795: Hultamotet (Rv40) – Smörhulan (1796) – Knalleheden (vh-gräns) – Snökulla (1797) – Äspered (1800) – Gingri (1801). Genomfart: Åsvägen, Hybergsvägen
- Länsväg O 1796: Smörhulan (1795) – Brämhult (1797)
- Länsväg O 1797: Brämhultsmotet (Rv40) – Brämhult (1796) – Brämhults kyrka (1797.01) – Främgärde (1799) – Snökulla (1795)
- Länsväg O 1797.01: väg till Brämhults kyrka (1797)
- Länsväg O 1799: Främgärde (1797) – Hallabron (1704)

## 1800–1899
- Länsväg O 1800: Sparsör (Rv42, 1800) – Äspered (1795)
- Länsväg O 1801: Falskog (1704) – Gretlanda (1802) – Gingri (1795) – Fristads kyrka (1803) – Fristad (Rv42, 183). Gemensam sträckning med väg 1803 vid Fristads kyrka.
- Länsväg O 1802: Gretlanda (1801) – Rångedala (1818)
- Länsväg O 1803: Sölebo (Rv42) – Fristads kyrka (1801) – Lundagården (1804) – Tärby (1803.01) – Segerstorp (1806) – Varnum (1815) – Ågården (1818). Gemensam sträckning med väg 1801 vid Fristads kyrka.
- Länsväg O 1803.01: väg till Tärby kyrka (1803)
- Länsväg O 1804: Lundagården (1803) – Annestorp
- Länsväg O 1805: förbindelseväg mellan 182 och Rv46 i Timmele
- Länsväg O 1806: Segerstorp (1803) – Grustorp (1815)
- Länsväg O 1807: Borgstena (183) – Tåstared (1814) – Sibbared (1810) – Ods kyrka (1813) – Upptorp (182)
- Länsväg O 1808: väg till Mollaryds hållplats (183)
- Länsväg O 1810: Torpåkra (183, 1810.02) – Molla kyrka (1810.01) – Molla (1811) – Sibbered (1807)
- Länsväg O 1810.01: väg till Molla kyrka (1810)
- Länsväg O 1810.02: väg till Torpåkra hållplats (1810)
- Länsväg O 1811: Molla (1810) – Hägdene (1812) – Hönestorp (1848) – Ljung (182)
- Länsväg O 1812: Hägdene (1811) – Örekulla (182)
- Länsväg O 1813: Ods kyrka (1807, 1813.01) – Holmen (182)
- Länsväg O 1813.01: väg till Ods kyrka (1813)
- Länsväg O 1814: Fänneslunda gård (1815) – Tåstared (1807)
- Länsväg O 1815: Varnum (1803) – Grustorp (1806) – Fänneslunda gård (1814) – Fänneslunda kyrka (1824) – Hökaberg (1825) – Hule (1826) – Hägna (182)
- Länsväg O 1816: Rångedala (1818, 1704)
- Länsväg O 1816.01: förbindelseväg mellan 1816 och 1818 i Rångedala
- Länsväg O 1818: Rångedala (1704) – Rångedala kyrka (1802) – Rångedala kyrka (1816, 1816.01) – Varnumskulle – Ågården (1803) – Nitta (1820) – Härna (1822) – Islanda (1824) – Kärragärde (1829) – Väby (1826) – Hällstad (1828) – Älmestad (182)
- Länsväg O 1820: Hule (1704) – Nitta (1818)
- Länsväg O 1822: väg till Härna kyrka (1818)
- Länsväg O 1823: Getared (1704) – S Vings kyrka (1829)
- Länsväg O 1824: Fänneslunda kyrka (1815) – Grundryd (1825) – Islanda (1818) – Hökerum (1829)
- Länsväg O 1825: Grundryd (1824) – Hökaberg (1815)
- Länsväg O 1826: Hule (1815) – Granared (1827) – Väby (1818)
- Länsväg O 1827: Granared (1826) – Murum (182) – Årred (1865) – Hjärttorp (1851)
- Länsväg O 1828: väg till Hällstads kyrka (1818)
- Länsväg O 1829: Tolkabro (1704) – Tåbol (1835) – S Vings kyrka (1823) – Hökerum (1824) – Kärragärde (1818)
- Länsväg O 1832: utgått, numera onumrerad kommunal väg
- Länsväg O 1834: Bjättlunda (1835) – Vist industriområde – Hedegården (Rv46)
- Länsväg O 1835: Tåbol (1829) – Bjättlunda (1834) – Timmele (182)
- Länsväg O 1838: Örekulla (182) – Hovs kyrka (1838.01) – Risen (1848)
- Länsväg O 1838.01: väg till Hovs kyrka (1838)
- Länsväg O 1839: väg till Hovs kyrka (1838)
- Länsväg O 1840: Häljarp (1848) – Sträte (1843)
- Länsväg O 1841: Skällared (1848) – Sträte (1843)
- Länsväg O 1842: Holmen (182) – Alboga kyrka (1843)
- Länsväg O 1843: Hermanstorp (1851) – Alboga (1844) – Alboga kyrka (1842) – Haregården (1845) – Eriksberg (1846, 1847) – Sträte (1840, 1841) – Västergärde (2640) – Mjäldrunga kyrka (1848)
- Länsväg O 1843.01: väg till Alboga kyrka (1843)
- Länsväg O 1844: Alboga (1843) – Ulvastorp (1851)
- Länsväg O 1845: Haregården (1843) – Broddarp (1846)
- Länsväg O 1846: Öra (1851) – Attorp (1850) – Broddarp(1845) – Eriksberg (1843)
- Länsväg O 1847: väg till Eriksbergs kyrka (1843)
- Länsväg O 1848: Vesene (183) – Hönestorp (1811) – Annelund (182, 1933, 182) – Örekulla (1838) – Skölvene (1839, 1929) – Häljarp (1930, 1840) – Sibbarp (1931) – Skällared (1841) – Mjäldrunga kyrka (1843) – Hällestad (2639, 2640) – Snipebro (181)
- Länsväg O 1850: Attorp (1846) – Rosendalen (2648) – Ullarp (2649) – Jäla (2646)
- Länsväg O 1851: Upptorp (182) – Hermanstorp (1843) – Ulvastorp (1844) – Hjärttorp (1827) – Öra (1846, 1854) – Holmen (2646) – Duvered (1857) – Döve (1859)
- Länsväg O 1853: Kvarnholmen (1760) – Backabo (1762)
- Länsväg O 1854: Öra (1851, 1854.01) – Kärråkra (1855, 1855, 1858)
- Länsväg O 1854.01: väg till Öra kyrka (1854)
- Länsväg O 1855: väg till och förbi Kärråkra kyrka (1854, 1854, 1858)
- Länsväg O 1857: Brogärde (2646) – Duvered (1851)
- Länsväg O 1858: Ranagården (1859) – Backabo (1865) – Kärråkra (1855, 1854) – Boarp (1859)
- Länsväg O 1859: Älmestad (182) – Ranagården (1860, 1858) – Rävike (1865) – Boarp (1858) – Döve (1851) – Ekarp (2643) – Börstigs kyrka (2645) – Gunnestorp (1866) – Trädet (Rv46)
- Länsväg O 1860: Ranagården (1859) – Möne kyrka – Torbjörntorp (1865)
- Länsväg O 1861: Vång (182) – Plate (Rv46)
- Länsväg O 1865: Årred (1827) – Backabo (1858) – Rävike (1859) – Torbjörntorp (1860) – Påarp (1866) – Blidsberg (Rv46)
- Länsväg O 1866: Påarp (1865) – Gunnestorp (1859)
- Länsväg O 1870: Knallen (Rv46) – Storrydet (1871) – Åfärd (1874, 1880) – Björkvik (2792)
- Länsväg O 1871: Storrydet (1870) – Rönneberg (1721)
- Länsväg O 1872: Hössna kyrka (1876) – Knätte (1880, 1872.01)
- Länsväg O 1872.01: väg till Knätte kyrka (1872)
- Länsväg O 1873: väg till Humla kyrka (Rv46)
- Länsväg O 1874: Dalum (Rv46) – Vinsarp (2792) – Åfärd (1870)
- Länsväg O 1876: Hössnatorp (1721) – Hössna kyrka (1876.01, 1872) – Önnarp – Ubbholmen (1881) – Liareds kyrka (1877) – Vråna (1879) – Stägelhult – Tåhult (1882) – Jönköpings läns gräns vid Valshalla (F 1783)
- Länsväg O 1876.01: Hössna kyrka (1876)
- Länsväg O 1877: Häggarpet (1721) – Liareds kyrka (1876)
- Länsväg O 1878: Häggarpet (1721) – N Hästhagen (1879)
- Länsväg O 1879: Strängsered (Rv40) – N Hästhagen (1878) – Vråna (1876)
- Länsväg O 1880: Åfärd (1870) – Knätte (1872) – Glabbersred (1881)
- Länsväg O 1881: Ubbholmen (1876) – Glabbersred (1880) – Stensered (2792)
- Länsväg O 1882: Tåhult (1876) – Kölingared (1884)
- Länsväg O 1883: väg till Kölingareds kyrka (1884)
- Länsväg O 1884: Kölingsholm (2792) – Kölingared (1883) – Kölingared (1882) – Jönköpings läns gräns vid Bäckanäs (F 1785)
- Länsväg O 1887: Trädet (Rv46) – Kölaby kyrka – Solberga (2792)
- Länsväg O 1890: Alingsås (180) – Holma (1894) – Skakeltorp (1987, 1897) – Lena kyrka (1898) – Salsten (1898.01, 1988) – Kolbäck (Rv42)
- Länsväg O 1891: Algutstorp (Rv42) – Hägrunga – Olstorp (1907)
- Länsväg O 1894: Holma (1890) – Torps järnvägsstation (1895) – Marbogården (1894.01, 1900)
- Länsväg O 1894.01: förbindelseväg mellan 1894 och 1900
- Länsväg O 1895: Bälinge (1900) – Torps järnvägsstation (1894)
- Länsväg O 1896: Ambjörntorp (1900) – Hols kyrka (1896.01, 1900)
- Länsväg O 1896.01: väg till Hols kyrka (1896)
- Länsväg O 1897: Skakeltorp (1890) – Hjälmsled (1898)
- Länsväg O 1898: Lena kyrka (1890) – Östadkulle (1898.01) – Hjälmsled (1897) – Lagmansholm (1899) – Kringeläng (1900)
- Länsväg O 1898.01: förbindelseväg mellan 1898 och 1890, 1988 i Östadkulle
- Länsväg O 1899: Lagmansholm (1898) – Fullestad (1899.01) – Ulvestorp (1902) – Rensvist (Rv42)
- Länsväg O 1899.01: väg till Fullestads kyrka (1899)

## 1900–1999
- Länsväg O 1900: Bälingemotet (E20) – Bälinge kyrka (1777) – Risavägen (1895) – Marbogården (1894) – Hols kyrka (1896) – Hallorstorp (1781) – Bäne (1779) – Kringeläng (1898) – Tubbetorp (1782) – Trafikplats Hjultorp (E20, Rv42)
- Länsväg O 1902: Ulvestorp (1899) – Hoberg (E20) – Vårgårda (1907)
- Länsväg O 1903: St Svältan (182) – Kvinnestad (1907)
- Länsväg O 1904: väg till Kvinnestads kyrka (1907)
- Länsväg O 1905: väg till Timmele kyrka (Rv46)
- Länsväg O 1906: väg till Algutstorps kyrka (Rv42)
- Länsväg O 1907: trafikplats Vårgårda (E20, Rv42) – Vårgårda (1910, 1902) – Tånga hed – Olstorp (1891) – Landa (1911, 1908) – Kvinnestad (1904 1903) – Ramnaklev (182). Genomfart: Centrumgatan, Parkgatan, Boråsvägen, Artillerigatan
- Länsväg O 1908: väg till Landa kyrka (1907)
- Länsväg O 1909: Hjultorp (Rv42) – Vårgårda (1902)
- Länsväg O 1910: Vårgårda (1907) – Lund (181)
- Länsväg O 1911: Landa (1907) – Bråttensby (181)
- Länsväg O 1912: Björkedal (183) – Hudene (1914)
- Länsväg O 1913: Jällby kyrka – Jällby (1914) – S Björke kyrka
- Länsväg O 1914: Jällby (1913) – Ebbared (183) – Hudene (1912) – Hudene kyrka (1933)
- Länsväg O 1916: Fagrabo (181) – Saxtorp (1917) – Hovgården (1918)
- Länsväg O 1917: Lund (E20) – Saxtorp (1916)
- Länsväg O 1918: Bråttensby (181) – Hovgården (1916) – Eggvena (1927)
- Länsväg O 1919: väg till Remmene kyrka (181)
- Länsväg O 1920: Remmene (181) – Fölene kyrka (1927)
- Länsväg O 1921: Östergården (181) – Holmagården (1927) – Karla (2511)
- Länsväg O 1922: väg till Herrljunga järnvägsstation (1933)
- Länsväg O 1927: S Härene (E20) – Eggvena (1918) – Fölene (1920) – Holmagården (1921) – Vreta (2516)
- Länsväg O 1929: Skölvene (1848) – Ölanda (1933)
- Länsväg O 1930: Häljarp (1848) – Källunga kyrka (1931) – Kyrkhult (1932)
- Länsväg O 1931: Sibbarp (1848) – Källunga kyrka (1930)
- Länsväg O 1932: Hudene (1933) – Kyrkhult (1930) – Fädersåsen (181)
- Länsväg O 1933: Annelund (182, 1848) – Ölanda (1929) – Hudene kyrka (1914) – Hudene (1932) – Stenunga (181) – Herrljunga (2516, 183, 181)
- Länsväg O 1935: Jonseredsvägen (1940) – Aspens hållplats. Genomfart: Sjöbovägen
- Länsväg O 1937: Bergum (190) – Solåsvägen – Lerum (Göteborgsvägen). Genomfart Göteborg: Lerumsvägen
- Länsväg O 1938: Alingsåsvägen (1940) – Kastenhovsmotet (E20, 1743). Genomfart: Dageborgsleden
- Länsväg O 1939: Stenkullen (Alingsåsvägen) – Tollestorpsvägen – St Lundby (1951) – Gråbo (190)
- Länsväg O 1940: Jonseredsmotet (E20, 553, 556) – William Gibsonsväg – Svartåliden – Aspens hållplats – Hulanmotet (E20, 1787) – Södra Långvägen (1743) – Adelstorpsvägen (1744 – Häradsvägen (1937) – Dageborgsleden (1938) –) – Ölslanda industriväg (1747) – Gråbovägen (1939) – Floda stationsväg (1941) – Flodamotet (E20) – Högsboholmsvägen (1747) – Trädet. Genomfart: Göteborgsvägen, Alingsåsvägen, Hede gärde, Glimmervägen, Hunstugans väg, Stenkullenvägen, Lerumsvägen, Brovägen.
- Länsväg O 1941: Brovägen (1940) – Floda järnvägsstation. Genomfart: Floda stationsväg
- Länsväg O 1951: väg till St Lundby kyrka (1939)
- Länsväg O 1955: Brogården (190) – Sjöviks f.d. järnvägsstation – Östad (190)
- Länsväg O 1956: Ingaredsmotet (E20, 1751, 1668) – Norsesund (1957) – Bodarnamotet (E20, 1750)
- Länsväg O 1957: väg till Norsesunds järnvägsstation (1956)
- Länsväg O 1960: Södra Surtemotet (E45) – Norra Surtemotet (E45, 1960.11) – Bohusmotet (E45, 587) – Stora Vikenmotet (E45, 1960.12) – Södra Nödinge (E45) – Nödingemotet (E45, 1960.13, 1967) – Nolmotet (E45, 1960.14) – Alafors (1968) – Alaforsmotet (E45, 1960.15) – Alafors (1969) – Södra Älvängenmotet (E45, 1960.16) – Älvängen (1972) – Norra Älvängenmotet (E45, 1960.17) – Södra Skepplandamotet (E45, 1978)
- Länsväg O 1960.11: förbindelseväg i trafikplats Norra Surtemotet (E45 – 1960)
- Länsväg O 1960.12: förbindelseväg i Stora Vikenmotet (E45 – 1960)
- Länsväg O 1960.13: förbindelseväg i trafikplats Nödingemotet (E45–1960)
- Länsväg O 1960.14: förbindelseväg i trafikplats Nolmotet (E45 – 1960)
- Länsväg O 1960.15: förbindelseväg i trafikplats Alaforsmotet (E45 – 1960)
- Länsväg O 1960.16: förbindelseväg i S Älvängenmotet (E45 – 1960)
- Länsväg O 1960.17: förbindelseväg i trafikplats Norra Älvängenmotet (E45 – 1960)
- Länsväg O 1962: Utgått, numera väg 1960
- Länsväg O 1966: väg till Nödinge kyrka (1967)
- Länsväg O 1967: Nödingemotet (E45, 1960) – Ryd – Kilanda kyrka (1968)
- Länsväg O 1968: Alafors (1960) – Alafors fabriker (1969) – Grunne (1970) – Starrkärr (1968.01, 1972) – Dalån (1975) – Kilanda (1968.02, 1967) – Brogården (190)
- Länsväg O 1968.01: väg till Starrkärrs kyrka (1968)
- Länsväg O 1968.02: väg till Killanda kyrka (1968)
- Länsväg O 1969: Alafors (1960) – Alafors fabriker (1968)
- Länsväg O 1970: Ryd (1967) – Grunne (1968)
- Länsväg O 1972: Starrkärrs kyrka (1968) – Älvängen (1960)
- Länsväg O 1973: Antens kapell (190) – Granvattnet (1980)
- Länsväg O 1975: Dalån (1968) – Billingsdal – Fors (1978)
- Länsväg O 1977: Antens Kapell. Nu del av annan väg.
- Länsväg O 1978: Södra Skepplandamotet (E45, 1960, 2002) – Fors (1975) – Skepplanda (1979, 1980, 1982) – Hålanda kyrka – Verle (1997) – Livered (2001) – Gräfsnäs (190)
- Länsväg O 1979: Norra Skepplandamotet (E45, 1979.01, 2002) – Skepplanda (1978)
- Länsväg O 1979.01: förbindelseväg i trafikplats Norra Skepplandamotet (1979 – 2002)
- Länsväg O 1980: Skepplanda (1978, 1981) – 1,7 km nordost om Skepplanda – Granvattnet (1973) – Kvarnabo (190)
- Länsväg O 1981: väg till Skepplanda kyrka (1980)
- Länsväg O 1982: väg till Skepplanda prästgård (1978)
- Länsväg O 1985: Ålanda (190) – Vänga (1986) – Långared (1987, 1988, 1989) – L Lo (1990) – L Lo (1990) – Upplo (Rv42)
- Länsväg O 1986: Vänga (1985) – Ulvarås (1987)
- Länsväg O 1987: Skakeltorp (1890) – Ulvarås (1986) – Långared (1985)
- Länsväg O 1988: Långared (1985) – Salsten (1890)
- Länsväg O 1989: väg till Långareds prästgård (1985)
- Länsväg O 1990: L Lo (1985) – Erska (190)
- Länsväg O 1991: väg till Erska kyrka (190)
- Länsväg O 1993: Kärra (2002) – Låcktorp (2000)
- Länsväg O 1994: Lödöse (1995, 2002) – S:t Peders kyrka (1996)
- Länsväg O 1995: Lödöse (1994) – Hede
- Länsväg O 1996: Lödöse (2002) – S:t Peders kyrka (1994) – Lödösemotet (E45) – Skarapängen (2000) – Nygårds järnvägsstation (1997) – Prässebo järnvägsstation – St Boda (2011)
- Länsväg O 1997: Nygårds järnvägsstation (1996) – Verle (1978)
- Länsväg O 1999: väg till och förbi Ale Skövde kyrka (2000, 2000)

## 2000–2099
- Länsväg O 2000: Skrapängen (1996) – Gärd (1998, 1999) – Låcktorp (1993) – Dunevallen – Upphärads kyrka (2011)
- Länsväg O 2001: Livered (1978) – Boryd (Rv42)
- Länsväg O 2002: Södra Skepplandamotet (E45, 1960, 1978) – Norra Skepplandamotet (E45, 1979.01) – Alvhem (E45) – Lödöse (1994) – Lödöse (1996) – Kärra (1993) – Glässnäs (E45)
- Länsväg O 2002.01: väg till Tunge kyrka (1993)
- Länsväg O 2003: väg till Högstorp Södra Lilla Edetmotet (E45, 2022)
- Länsväg O 2004: Lunnarberget (2022) – Fuxerna kyrka
- Länsväg O 2005: Sandbacken (2012) – Velanda (2048) – Gärdhems kyrka (2017) – Gärdhem (2018, 2020, 2020) – Hullsjö (Rv42, Rv44, Rv47) – Artorp (2047) – Koppegården (2015) – Forstena (2047) – Vargön (2050). Gemensam sträckning med väg 2020 i Gärdhem.
- Länsväg O 2006: Skörsbo (625) – Västerlanda kyrka – Västerlanda (625)
- Länsväg O 2007: Rudet (2014) – Johannesberg (2012)
- Länsväg O 2008: Härklättan (2012) – Åsbräcka kyrka
- Länsväg O 2009: Skrehall (2012) – Råda
- Länsväg O 2010: väg till Rommele kyrka (2011)
- Länsväg O 2011: Sjuntorp (2012) – Rommele (2010) – Upphärads kyrka (2000) – Upphärad (2018) – St Boda (1996) – Koberg (Rv42)
- Länsväg O 2012: Bliksered (2014) – Johannesberg (2007) – Härklättan (2008) – Skrehall (2009) – Sjuntorp (2011) – Fors kyrka (2013) – Sandbacken (2005) – Myrtuvan (E45)
- Länsväg O 2013: Hörlycke (E45, 2012) – Torpa (E45) – Fors kyrka (2012)
- Länsväg O 2014: Norra Lilla Edetmotet (E45, 167) – Bliksered (2012) – Rudet(2007) – Torpabron S (E45) – Torpabron N (E45) – Torpa (2013). Gemensam sträckning med väg E45 delen Torpabron S – Torpabron N.
- Länsväg O 2015: trafikplats Stallbacka (Rv42, Rv44, E45, Rv47) – Malöga (2023, 2024) – Koppegården (2005)
- Länsväg O 2017: väg till Gärdhems kyrka (2005)
- Länsväg O 2018: Upphärads järnvägsstation (2011) – Slätterna (2019) – Gärdhem (2005)
- Länsväg O 2019: Slätterna (2018) – Väne Åsaka (Rv42)
- Länsväg O 2020: Trollhättan (E45, 2028) – Ljungvägen – Gärdhem (2005, 2005) – Brunnered (Rv42) – Börsle (Rv44, Rv47). Gemensam sträckning med väg 2005 i Gärdhem.
- Länsväg O 2022: Södra Lilla Edetmotet (E45, 2003) – Lunnarberget (2004) – L Edet (167)
- Länsväg O 2023: förbindelseväg mellan E45 och 2015 Flygfältsvägen
- Länsväg O 2024: väg till Trollhättan/Vänersborgs flygplats (2015)
- Länsväg O 2025: Ström (167, 625) – Hjärtum (2039) – Utby (668) – Åkerström – Torsered (2027) – Båberg (2028, 2054) – Korseberg (2026). Gemensam sträckning med väg 2028 vid Båberg.
- Länsväg O 2026: trafikplats Skogsbo (Rv44, E45) – Korseberg (2025) – Vänersborg (2050). Motortrafikled: trafikplats Skogsbo – kommungränsen Trollhättan/Vänersborg
- Länsväg O 2027: Sågbron (2029) – Öresjö – Torsered (2025) – Strömslund
- Länsväg O 2028: Trollhättan (E45, 2020) – Nybergskulla – Skogshöjdsvägen – Båberg (2028.01, 2025, 2054) – Kvarntorp (697) – trafikplats Båberg (Rv44, E45). Gemensam sträckning med väg 2025 vid Båberg.
- Länsväg O 2028.01: Kommungränsen Trollhättan/Vänersborg – (2028)
- Länsväg O 2029: Nötebron (668) – Sågbron (688) – Sågbron (2027) – Väne-Ryr (697)
- Länsväg O 2031: väg till Väne-Ryrs kyrka (697)
- Länsväg O 2033: Upplo (Rv42) – Vadsbacken (2034)
- Länsväg O 2034: Magra (Rv42) – Ingelstorp (2037) – Vadsbacken (2033) – Sandbäck (2501, 2503)
- Länsväg O 2035: Magra kyrka (Rv42) – St Mellby (190)
- Länsväg O 2037: Ingelstorp (2034) – Gendalen (190)
- Länsväg O 2039: Huveröd (650) – Hasteröd (167) – Hjärtum (2039.01, 2025)
- Länsväg O 2039.01: väg till Hjärtums kyrka (2039)
- Länsväg O 2040: Koberg (Rv42) – Öv Jordala (2042) – St Mellby (190)
- Länsväg O 2042: Öv Jordala (2040) – Mellomgärdet (2537)
- Länsväg O 2044: Sålebo (2537) – N Björke – enskild väg till Hökhammar – Håsten (Rv44, Rv47)
- Länsväg O 2045: Munkesten (2050) – Lerbäcken (2045.01) – Vänersnäs kyrka – Vänersnäs
- Länsväg O 2045.01: väg till Gaddessanda badplats (2045)
- Länsväg O 2047: Artorp (2005) – V Tunhems kyrka – Forstena (2005)
- Länsväg O 2048: Holm (2005) – Alingsåker (E45)
- Länsväg O 2050: trafikplats Vänersborg (E45) – Blåsut (vh-gräns) – Kassaretorpet – Vargön (2005) (vh-gräns) – Munkesten (2045) – Flo kyrka (2560) – Gålstad (Rv44, Rv47). Genomfart: Ö riktning; Dalbobron, Kungsgatan, Östra vägen
- Länsväg O V riktning; Östra vägen, Drottninggatan, Hamngatan, Dalbobron
- Länsväg O 2054: väg till Vassända Naglums kyrka vid Båberg (2025)
- Länsväg O 2056: Öxnered (Stationsvägen) – Götered (E45) – Lunndalen – Skogen
- Länsväg O 2059: Gömman (E45, 2150) – Röshult (2062) – Dykälla (E45)
- Länsväg O 2060: Kristinelund (E45) – N Siviken (2062) – Lubberud (698) – Lönnebergshage (694) – Rösebo (2064) – Kärsrud (173)
- Länsväg O 2062: N Siviken (2060) – Brasmerud (2064) – Röshult (2059)
- Länsväg O 2064: Liden (E45) – Brasmerud (2062) – Futten – Rösebo (2060) – V Bodane (173)
- Länsväg O 2065: Knotten (172) – Rådanefors (173)
- Länsväg O 2067: Stommen (172, 2077) – Ödeborgs kyrka (2067.01) – Kuserud (173)
- Länsväg O 2067.01: förbindelseväg mellan 2067 och 172 vid Ödeborgs kyrka
- Länsväg O 2069: Fjällvägsmotet (Rv44, 688) – Boxhult – Öv Olstorp (vh-gräns) – Store mosse (829) – Torsbyn (924) – Hillingsäter (2075) – Tenarsrud (2079) – Näsböle (2081)
- Länsväg O 2073: väg till Torps kyrka (924)
- Länsväg O 2074: väg genom Ellenö (924, 172)
- Länsväg O 2075: Ödeborg (2077) – Vrine – Hillingsäter (2069)
- Länsväg O 2077: Torps kyrka (924) – Ödeborg (2075) – Stommen (172, 2067)
- Länsväg O 2079: Färgelanda (2081) – Tenarsrud (2069)
- Länsväg O 2081: Färgelanda (172, 2100, 2079, 2082, 2083) – Näsböle (2069) – Åttingsberg (2086, 941) – V Edstena (2087) – Hede (2088) – Källstorp (2089) – Stentorp (2090)
- Länsväg O 2082: väg till Färgelanda kyrka (2081)
- Länsväg O 2083: Färgelanda (2081) – Håbyn – Edstena bro (2086)
- Länsväg O 2084: Hjärtsäter (172) – V Stigen (173)
- Länsväg O 2086: Åttingsberg (2081) – Edstena bro (2087, 2083) – Skallsjö (2088) – Rösäter (172)
- Länsväg O 2087: V Edstena (2081) – Edstena bro (2086)
- Länsväg O 2088: Hede (2081) – Skallsjö (2086)
- Länsväg O 2089: Kåtebol (945) – Källstorp (2081)
- Länsväg O 2090: Högsäter (172) – Stentorp (2081) – Rännelanda (2093) – Svarvan (2096) – Lerdals Stommen (945) – Hålebacka (2098) – V Fjälla (2099) – Gesäter (2101)
- Länsväg O 2091: Solberg (172) – Ånnerud (2093) – Råggärds kyrka (2097)
- Länsväg O 2093: Rännelanda (2090) – Ånnerud (2091) – L Skällsäter (2097)
- Länsväg O 2094: Grösäter (172, 2120) – Steneryr (2097)
- Länsväg O 2096: Svarvan (2090) – Nordsäter (2097)
- Länsväg O 2097: St Torp (172) – L Skällsäter (2093) – Steneryr (2094) – Råggärds kyrka (2091) – Sörsäter (2106) – Nordsäter (2096) – Fårängen (2098) – Gillanda (2099, 2099.01) – Rölanda (2105, 2104) – Ökna (2101) – Hökesäter (164 166)
- Länsväg O 2098: Hålebacka (2090) – Fårängen (2097)
- Länsväg O 2099: V Fjälla (2090) – Gillanda (2099.01, 2097)
- Länsväg O 2099.01: förbindelseväg mellan 2099 och 2097

## 2100–2199
- Länsväg O 2100: Färgelanda (2081) – Gatersbyn (172,173)
- Länsväg O 2101: Lundby (164) – Forsane (928) – Gesäter (2101.01, 2090) – Ökna (2097)
- Länsväg O 2101.01: väg till Gesäters kyrka (2101)
- Länsväg O 2104: väg till Rölanda kyrka (2097)
- Länsväg O 2105: Rölanda (2097) – Dapen (2109) – Böle (2110) – Brene (2106) – Nytorp (2107)
- Länsväg O 2106: Sörsäter (2097) – brene (2105)
- Länsväg O 2107: Arnebyn (172) – Nytorp (2105) – Kraxvad (2108) – Sjöbäcken (166, 172)
- Länsväg O 2108: Kraxvad (2107) – Bäckefors (166, 172)
- Länsväg O 2109: Dapen (2105) – Kårslätt (166)
- Länsväg O 2110: Böle (2105, 2111) – Hindalebyn (166)
- Länsväg O 2111: Böle (2110) – Tingvalla (166)
- Länsväg O 2115: Skottbacka (164, 166) – Ed (2116, 2183)
- Länsväg O 2116: Ed (2183) – Tittut (2116.01) – Äng – Ed (2115)
- Länsväg O 2116.01: förbindelseväg mellan 164, 166 och 2116 i Ed
- Länsväg O 2117: väg till Högsäters kyrka (172)
- Länsväg O 2120: Tångelanda (172) – Svingån (2122) – Grösäter (172, 2094)
- Länsväg O 2122: Härsängen (172) – Svingån (2120)
- Länsväg O 2124: St Bön (172) – Ödebyn (2125) – Tomten
- Länsväg O 2125: Ödebyn (2124) – Björtveten (166)
- Länsväg O 2126: Torp (173) – Frändefors (E45)
- Länsväg O 2127: Hakerud (173) – Nordtorpet (2130) – Häljebyn (2128) – Årbol (2129) – V Blekan (2134) – Säter (2143) – Gullesbyn (2136) – Örsberg (2135)
- Länsväg O 2128: N Rådane (173) – Häljebyn (2127)
- Länsväg O 2129: Ö Stigen (173) – St Linvattnet – Bollungen – Årbol (2127) – Sundals Ryrs gamla kyrka (2130, 2131) – Brålanda (2135, E45)
- Länsväg O 2130: Nordtorpet (2127) – Sundals Ryrs gamla kyrka (2129)
- Länsväg O 2131: Sundals Ryrs gamla kyrka (2129) – Öv Bön (2134) – Dotorp (2135)
- Länsväg O 2133: Tån (2135) – Östebyn (E45)
- Länsväg O 2134: Brålanda (2135) – Öv Bön (2131) – V Blekan (2127)
- Länsväg O 2135: Brålanda (2129, 2134) – Tån (2133) – Dotorp (2131) – S Myckeläng (2137) – Assarebyn (2136) – Örnäs (2140) – Örsberg (2127, 2141) – St Rud (2142) – Hult (2143) – Dals Rostock (2145, 2146) – Skogsbol (166)
- Länsväg O 2136: Gullesbyn (2127) – Assarebyn (2135)
- Länsväg O 2137: S Myckeläng (2135) – Skälebol – Bergarud (E45)
- Länsväg O 2140: Örnäs (2135) – Erikstad (E45)
- Länsväg O 2141: Örsberg (2135) – Svecklingebyn (E45)
- Länsväg O 2142: St Rud (2135) – Kambol (E45, 2172)
- Länsväg O 2143: Säter (2127) – Stränge (2144) – Hult (2135)
- Länsväg O 2144: Stränge (2143) – Forsebol
- Länsväg O 2145: väg till Kroppefjällshemmet i Dals Rostock (2135)
- Länsväg O 2147: väg till Dalskogs kyrka (166)
- Länsväg O 2148: väg till Gunnarsnäs kyrka (166, 2219)
- Länsväg O 2149: Kleverud (E45) – Timmervik (2152) – Vinterhålet (2154) – Berg (2153) – Skerrud (2155, 2156) – Gestad kyrka (2154) – Gestad Stommen (2157) – Bolstad (2159) – Åsebro (2161, 2162) – Rud (2163) – Grinstad kyrka (2166, 2165) – Järns kyrka (2178) – Magnersbyn (2164, 2172) – Mellerud (2177, E45). Genomfart: Viaduktsgatan, Dalslandsgatan
- Länsväg O 2150: Gömman (E45, 2059) – Ekenäs – Berg (E45)
- Länsväg O 2152: Frändefors (E45) – Timmervik (2149)
- Länsväg O 2153: Salbo (E45) – Berg (2149)
- Länsväg O 2154: Vinterhålet (2149) – Sikhall – Fagerhult (2155) – Gestads kyrka (2149)
- Länsväg O 2155: Skerrud (2149) – Fagerhult (2154)
- Länsväg O 2156: Brålanda kyrka (E45) – Skerrud (2149)
- Länsväg O 2157: Gestads Stommen (2149) – Lefors (2159)
- Länsväg O 2158: Lillebyn (2159) – Bodane – N Torp (2159)
- Länsväg O 2159: Vena (E45) – Lefors (2157) – Bolstad (2149) – Lillebyn (2158) – Kårebyn (2161) – N Torp (2158) – Högstorp (2160) – Qvantenburg (2166) – Finnetorp (2169)
- Länsväg O 2160: Högstorp (2159) – S Dalbergså
- Länsväg O 2161: Kårebyn (2159) – Åsebro (2149)
- Länsväg O 2162: Bergarud (E45) – Åsebro (2149)
- Länsväg O 2163: Erikstad (E45) – Bön (2164) – Rud (2149)
- Länsväg O 2164: Bön (2163) – S Hamrane (2165) – Magnersbyn (2172, 2149)
- Länsväg O 2165: S Hamrane (2164) – Grinstads kyrka (2149)
- Länsväg O 2166: Grinstads kyrka (2149) – S Hagen (2169) – Qvantenburg (2159)
- Länsväg O 2169: S Hagen (2166) – Råskog (2170) – Finnetorp (2159) – Jakobsbyn (2171)
- Länsväg O 2170: Råskog (2169) – Ö Järn (2171)
- Länsväg O 2171: Korsgården (2178) – Ö Järn (2170) – Jakobsbyn (2169) – Udden
- Länsväg O 2172: Kambol (E45, 2142) – Magnersbyn (2149, 2164)
- Länsväg O 2177: Mellerud (2149) – Holms kyrka (2178). Genomfart: S Järnvägsgatan, Kyrkogatan
- Länsväg O 2178: Järns kyrka (2149) – Korsgården (2171) – Sunnanå (2179) – Holms kyrka (2177) – Vässby (E45)
- Länsväg O 2179: Sunnanå (2178) – Sunnanå hamn
- Länsväg O 2180: Loviseholm (164) – Bästorp (166)
- Länsväg O 2181: Dals-Högen (166) – Jakobsrud (Hålan)
- Länsväg O 2182: Mon (164, 166) – Mons lastplats
- Länsväg O 2183: Jordbron (164, 166) – Jordbrovägen – Ed (2116, 2185, 2115) – Strand (2184) – Rörviken (2207) – Nolby (2206). Genomfart: Storgatan, Nössemarksvägen
- Länsväg O 2184: Strand (2183) – Liden – Klevmarken
- Länsväg O 2185: väg till Eds Järnvägsstation (2183)
- Länsväg O 2189: Ödskölts kyrka (172) – Kroken (2190) – Uleviken (2192) – Anfastebyn (164)
- Länsväg O 2190: Kroken (2189) – Backen (172)
- Länsväg O 2192: Vassända (164) – Åsen – Uleviken (2189)
- Länsväg O 2193: Grorud (164) – Håbols kyrka (2194) – Gatan (2197) – Bökasen (2205) – Årbol (2206)
- Länsväg O 2193.01: väg till Kyrkstallarna vid Håbols kyrka
- Länsväg O 2194: Håbols kyrka (2193) – Äng (2205) – Valsebo – Sund (2206)
- Länsväg O 2196: väg till Steneby kyrka (172)
- Länsväg O 2197: Korsbyn (164, 172) – Gatan (2193)
- Länsväg O 2198: Skåpafors (164) – Kroken (164)
- Länsväg O 2199: väg till Bengtsfors järnvägsstation (172)

## 2200–2299
- Länsväg O 2204: Karlsgåva (2206) – Ärtemarks kyrka
- Länsväg O 2205: Äng (2194) – Slängom – Bökasen (2193)
- Länsväg O 2206: Bengtsfors (172) – Karlsgåva (2204) – Årbol (2193) – St Flatan – Barkerud (2212) – St Rålen (2210) – Sund (2194) – färjeläget vid Jaren – Nössemarks kyrka (2209) – Nolby (2183) – Solum (2208, 2207) – riksgränsen vid Solum. Färja över Lelången
- Länsväg O 2207: Rörviken (2183) – Finnserud – Solum (2206)
- Länsväg O 2208: Solum (2206) – Dalen
- Länsväg O 2209: väg till Nössemarks kyrka (2206)
- Länsväg O 2210: St Rålen (2206) – Kölen (2211) – Kesnacken (2212)
- Länsväg O 2211: Kölen (2210) – Kasen – N Kölviken
- Länsväg O 2212: Barkerud (2206) – Torrskog – Kesnacken (2210) – Värmlands läns gräns vid Berget (S 506)
- Länsväg O 2214: Gustavsfors (172) – Värmlands läns gräns vid Kalvlund (S 512)
- Länsväg O 2216: väg till och förbi Bäckefors lasarett och Bäcke kyrka (166, 166)
- Länsväg O 2217: Bengterud (166) – Tegen (2218)
- Länsväg O 2218: Årbol (166) – Tegen (2217, 2220) – Bräckan – Dals Långed (2236)
- Länsväg O 2218.01: väg till Dals Långeds järnvägsstation (2218.01, 2236)
- Länsväg O 2219: Gunnarsnäs kyrka (166, 2148) – Skogen – Ingribyn (2221)
- Länsväg O 2220: Tegen (2218) – Torgrinsbyn (2221)
- Länsväg O 2221: Solberg (E45) – Ingribyn (2219) – Torgrinsbyn (2220) – Bränna (2222, 2224) – Åsensbruk – Håverud (2224) – Högsbyn (2234) – Häljebol (2236)
- Länsväg O 2222: Svärdsviken (E45) – Skålleruds kyrka (2222.01) – Bränna (2221)
- Länsväg O 2222.01: väg till Skålleruds kyrka (2222)
- Länsväg O 2223: Köpmannebro (E45 södra anslutningen) – Köpmannebro (2223.01) – Köpmannebro fd järnvägsstation
- Länsväg O 2223.01: förbindelseväg mellan 2223 och E45 norra anslutningen i Köpmannebro
- Länsväg O 2224: Bränna (2221) – Upperud – Håverud (2221)
- Länsväg O 2226: Kärrkil (E45) – Snäcke – bro över Fengersfors kanal vid Strömmen – Skogsgården (2232)
- Länsväg O 2227: Vassviken (E45) – Ånimskogs kyrka (2228) – Gyltunge-byn (2232) – Sannerud (E45)
- Länsväg O 2228: Ånimskog (E45) – Ånimskogs kyrka (2227)
- Länsväg O 2230: Krusebol (E45) – Hult och grenväg (2230.01 mot Åmål – Hängele – Ö Bodane)
- Länsväg O 2230.01: förbindelseväg mellan E45 och 2230 Krusebol
- Länsväg O 2231: Hensbyn (2236) – Fröskog (2231.01, 2242)
- Länsväg O 2231.01: väg till Fröskogs kyrka (2231)
- Länsväg O 2232: Gyltungebyn (2227) – Skogsgården (2226) – Sandbol (2233) – Vallsjön (2236)
- Länsväg O 2233: Sandbol (2232) – Torpane (E45)
- Länsväg O 2234: Högsbyn (2221) – Tisselskogs kyrka – Gullungebyn (2236)
- Länsväg O 2236: Grimmerud (164 172) – Änghagen (2237) – Långbron (2238) – bro över järnväg i Dals-Långed – Dals-Långed (2218) – Häljebol (2221) – Gullungebyn (2234) – Liden (2239) – Hensbyn (2231) – Fröskog (2242) – Vallsjön (2232) – Hängelsrud (2243) – Tösse kyrka (E45)
- Länsväg O 2237: Steneby skola (172) – Änghagen (2236)
- Länsväg O 2238: Långbron (2236) – S Fjäll (2239) – Laxarby (164, 2248)
- Länsväg O 2239: S Fjäll (2238) – Liden (2236)
- Länsväg O 2240: V Finntorp (164) – Mosstakan (2255)
- Länsväg O 2241: Fengersfors (2242) – Germundebyn (164)
- Länsväg O 2242: Fröskog (2236, 2231) – Fengersfors (2241, 2242.01) – Bräcke (164)
- Länsväg O 2242.01: förbindelseväg mellan 2242 och 164
- Länsväg O 2243: Hängelsrud (2236) – Björkil (2246) – Tallåsen (164)
- Länsväg O 2244: Tösse kyrka (E45) – Tösse (2244.01) – Tössebäckens hamn
- Länsväg O 2244.01: förbindelseväg mellan 2244 och E45 i Tösse
- Länsväg O 2246: Björkil (2243) – Nygård (E45)
- Länsväg O 2248: Laxarby (164, 2238) – Låbyn (2249) – Edslan – Hollsten (2255) – Värmlands läns gräns vid Hognerud (S 525)
- Länsväg O 2249: Låbyn (2248) – Solvik (2250) – Gårdsjö
- Länsväg O 2250: Solvik (2249) – Skifors (2251)
- Länsväg O 2251: Lofterud (172) – Skifors (2250) – Värmlands läns gräns vid Kasen (S 518)
- Länsväg O 2252: Kråkviken (172) – Vårvik (2253) – Känsbyn (172)
- Länsväg O 2253: väg till Vårviks kyrka (2252)
- Länsväg O 2254: Värmlands läns gräns vid Röstegen (S 526) – Värmlands läns gräns vid Abborrtjärnet (S 523)
- Länsväg O 2255: Edsleskogs kyrka (164) – Mosstakan (2240) – Hollsten (2248)
- Länsväg O 2256: Forsbacka (164) – Mo kyrka (2257)
- Länsväg O 2257: Kasenberg (E45) – Mo kyrka (2256) – Värmlands läns gräns vid Milhålan (S 528)
- Länsväg O 2258: St Berga (E45) – Värmlands läns gräns vid Århult (S 531)

## 2500–2599
- Länsväg O 2500: Fåglum (2504) – Baltorp (2505) – Barne Åsaka kyrka (2506) – Bragnum (E20)
- Länsväg O 2501: Sandbäck (2034, 2503) – Fåglum (2504)
- Länsväg O 2503: Sandbäck (2034, 2501) – L Djupsås (2504) – St Krogstorp (186)
- Länsväg O 2504: Kivenäbb (E20) – Fåglum (2501, 2500) – L Djupsås (2503) – Nossebro (190)
- Länsväg O 2505: Baltorp (2500) – St Krogstorp (186)
- Länsväg O 2506: Barne Åsaka kyrka (2500) – Jonslund (186) – Björkås (2510)
- Länsväg O 2507.01: Häljesgården (186) – Essunga stationssamhälle
- Länsväg O 2508: Tumlebergs järnvägsstation (2547) – Korsmaden (2548)
- Länsväg O 2509: Essunga kyrka (186) – Rännelund (2510) – Tumleberg (2547) – Kedums hållplats (2549) – Naums kyrka (2552)
- Länsväg O 2510: Eling (E20) – Björkås (2506) – Rännelund (2509)
- Länsväg O 2511: Bragnums gård (E20) – Lekåsa kyrka – Karla (1921) – Bitterna kyrka (2513) – Österbitterna (2515) – Ravelsgården (2516) – Tubbetorp (2517) – Krogstorp (2518) – Edum (2519) – Lockebacke (2520)
- Länsväg O 2513: Eling (2520) – Per Jonsgården (2514) – Bitterna kyrka (2511)
- Länsväg O 2514: Per Jonsgården (2513) – Vedum (2520)
- Länsväg O 2515: Österbitterna (2511) – St Ölstorp (2516)
- Länsväg O 2516: Herrljunga bro (1933) – Vreta (1927) – Ravelsgården (2511) – St Ölstorp (2515) – Vedum (2520)
- Länsväg O 2517: Lindspång (2650) – Tubbetorp (2511)
- Länsväg O 2518: Krogstorp (2511) – Faleberg (2520)
- Länsväg O 2519: V Edum (2520) – Edum (2511) – Karlsberg (2650)
- Länsväg O 2520: Eling (E20, 2513) – Källerstorp (2521) – Hallagården (2522) – Vedum (2514, 2516, 2523) – Häggatorp (2524) – Faleberg (2518) – V Edum (2525, 2518) – Lockebacke (2511) – Larvs kyrka (2650)
- Länsväg O 2521: Källerstorp (2520) – Nybro (2522) – Möllentorp – Glädjen (2523) – Djäknagården (2532) – Ek (E20)
- Länsväg O 2522: Månsagården (2520) – Nybro (2521)
- Länsväg O 2523: Vedum (2520) – Kroken (2525) – Rangeltorp (2529) – Glädjen (2521)
- Länsväg O 2524: Häggatorp (2520) – S Lundby (2525)
- Länsväg O 2525: V Edum (2520) – S Lundby (2524) – S Lundby kyrka (2526) – Kroken (2523)
- Länsväg O 2526: S Lundby kyrka (2525) – Vässby (2527) – Längjum (2528) – Slättås (2650)
- Länsväg O 2527: Fävadet (2529) – Vässby (2526)
- Länsväg O 2528: Larv (2650) – Längjum (2526) – Mågården (2529) – Tråvads kyrka (Rv47)
- Länsväg O 2529: Rangeltorp (2523) – Fävadet (2527) – Frälsegården (2532) – Mågården (2528) – Tråvads kyrka (Rv47)
- Länsväg O 2530: Tråvads kyrka (Rv47, 2529) – Skogsbo (2618) – Tråvad – Gammaltråvad (2617) – St Algutstorp (Rv47)
- Länsväg O 2531: Västergården (E20) – Möllentorp (2521)
- Länsväg O 2532: trafikplats Vara (E20) – Djäknegården (2521) – Frälsegården (2529)
- Länsväg O 2535: Mellomgärdet (2537) – Frambo – Tamstorp (2544)
- Länsväg O 2536: Tengenestorp (2544) – Tengene kyrka (186)
- Länsväg O 2537: Väne Åsaka skola (Rv42) – Sålebo (2044) – Mellomgärdet (2042, 2535) – Främmestad – St Slätten (2539) – Dalaborg (2544, 2540) – Baljefors (186) – Malmåsen (2551) – Kottekullen (2545) – Alebäck (2552) – N Örlanda (Rv47)
- Länsväg O 2538: trafikplats Vara – Torggatan – Drottninggatan – Storgatan (2551) – Longgatan – Ö Ringleden (187)
- Länsväg O 2539: St Slätten (2537) – Främmestads kyrka (2544)
- Länsväg O 2540: Huntorp (190) – Höckgården (2540) – Dalaborg (2537)
- Länsväg O 2542: Bärebergs kyrka (186) – Höckgården (2540) – Bäreberg
- Länsväg O 2543.01: väg till Bärebergs kyrka (186)
- Länsväg O 2544: Dalaborg (2537) – Främmestads kyrka (2539) – Thamstorp (2535) – Tengenestorp (2536) – Grästorp (Rv47)
- Länsväg O 2545: Tengene kyrka (186) – Kottekullen (2537)
- Länsväg O 2546: N Örlanda (Rv47) – Ulvstorp (2586) – Levene (2587) – St Levene (2593, 187)
- Länsväg O 2547: Bredöl (186) – Siggesgården (2550) – Stallberg (2548) – Tumlebergs järnvägsstation (2508) – Tumleberg (2509)
- Länsväg O 2548: Stallberg (2547) – Korsmaden (2508, 2549) – Kedum (2548.01) – Arentorp (2551) – Helås (2552) – Ryda (2553) – St Attorp (Rv47) – Håkantorp – Korsbacka (187)
- Länsväg O 2548.01: väg till S Kedums kyrka (2548)
- Länsväg O 2549: Korsmaden (2548) – Kedums hållplats (2509)
- Länsväg O 2550: Siggesgården (2547) – Malma säteri (2551)
- Länsväg O 2551: Malmåsen (2537) – Fridhems kyrka – Malma säteri (2550) – Arentorp (2548) – Ödegården (2552) – V Ringleden – Tingshusgatan – Järnvägsgatan – Sveagatan – Storgatan (2538) – Smedjegatan – Kungsgatan – Ö Ringleden (187) – Skartofta (Rv47) – Basegården (2594, E20)
- Länsväg O 2552: Västergården (E20) – Naums kyrka (2509) – Ödegården (2551) – Helås (2548) – Gärdet (2553) – Alebäck (2537) – Flakeberg (Rv47)
- Länsväg O 2553: Gärdet (2552) – Ryda (2548)
- Länsväg O 2555: Stommen (Rv44) – Gammalstorp (2566)
- Länsväg O 2558: Råda kyrka (2577) – Kartegården (2569) – Rådarondellen (2578) – Esplanaden (2559) – Mellbyvägen/Wennerbergsbron (Rv44.03/Rv44.05)
- Länsväg O 2559: Grästorp (2561) – Skattegården (Rv44) – Jönslanna (2560) – Avekilja (2564) – Tun (2566) – Storeberg (2567) – Tådene kyrka – N Kedum (2568) – Örslösa (2570) – Örslösa kyrka (2570, 2574) – Härebacka (2577) – Örslösarondellen (2578) – Läckögatan – Esplanaden/Rudenschöldsgatan (2558, 2633) – Mellbygatan (Rv44.03) – Hamngatan (2602) – Wennerbergsvägen (Rv44.05) – Rörstrandsleden (Rv44.04)
- Länsväg O 2559.01: väg till Tådene kyrkogård (2559)
- Länsväg O 2560: Flo kyrka (2050) – Salstads järnvägsstation – Ås (2562) – Jönslanna (2559) – Rudberga (Rv44)
- Länsväg O 2561: Östra vägen inom Grästorps samhälle (Rv47, 2562, 2559) – Guldsmedstomten (Rv44)
- Länsväg O 2562: Grästorp (2561) – Ågården (Rv44) – Ås (2560)
- Länsväg O 2564: Särestad (Rv44) – Avekilja (2559) – Karaby kyrka
- Länsväg O 2566: Häljestena (Rv44) – Gammalstorp (2555) – Tun (2559) – Såtenäs
- Länsväg O 2567: Nyhagen (Rv44) – Tranum (2568) – Storeberg (2559)
- Länsväg O 2568: Tranum (2567) – N Kedum (2559)
- Länsväg O 2569: Ågården (Rv44) – Kartegården (2558)
- Länsväg O 2570: Gillstads kyrka (Rv44)– Djäknebacken (2573) – Örslösa kyrka (2559)
- Länsväg O 2570.02: förbindelseväg mellan 2570 och 2559
- Länsväg O 2573: Höglunda (Rv44) – Djäknebacken (2570)
- Länsväg O 2574: Örslösa kyrka (2559) – Söne (2575) – Skalunda (2576) – Gösslunda kyrka (2579) – Tössegården (2577) – Åsegapet (2578)
- Länsväg O 2575: väg till Söne kyrka (2574)
- Länsväg O 2576: Skalunda (2574) – Härebacka (2577)
- Länsväg O 2577: Björksäter (Rv44) – Råda kyrka (2558) – Härebacka (2559, 2576) – Tössegården (2574) – Alvetorp (2578.01) – Tolsjö (2580, 2578, 2579)
- Länsväg O 2578: Lidköping (Rv44, Rv44.03) – Rådarondellen (2558) – Ulriksdal (2559) – Åsegapet (2574) – Alvetorp (2570.01, 2577) – Kyrkhagen (2581) – Ulleredsbro (2581) – Senäte (2582) – Otterstads kyrka (2582) – Ekebo (2583, 2631) – Läckö
- Länsväg O 2578.01: förbindelseväg mellan 2577 och 2578
- Länsväg O 2579: Gösslunda kyrka (2574) – Sunnersberg (2580) – Tolsjö (2577)
- Länsväg O 2580: Tolsjö (2577) – Sunnersberg (2579) – Strö kyrka
- Länsväg O 2581: Kyrkhagen (2578) – Ulleredsbro (2578)
- Länsväg O 2582: Senäte (2578) – S:ta Marie kapell – Nore – Otterstads kyrka (2578)
- Länsväg O 2583: Ekebo (2578) – Spiken
- Länsväg O 2584: Flakebergs kyrka (Rv47) – Håle (2585) – Håle Tängs kyrka (Rv44)
- Länsväg O 2585: St Boberg (Rv44) – Håle (2584)
- Länsväg O 2586: Ulvstorp (2546) – Sparlösa kvarn (2587) – Storegården (2595) – Häggesled (2591, 2589) – Gillstad (Rv44). Gemensam sträckning med väg 2587 vid Sparlösa kvarn.
- Länsväg O 2586.01: förbindelseväg mellan Rv44 och 2586
- Länsväg O 2587: Levene (2546) – Sparlösa kvarn (2586) – Täng skola (Rv44). Gemensam sträckning med väg 2586 vid Sparlösa kvarn.
- Länsväg O 2588: Botorp (Rv44) – Lavads kyrka
- Länsväg O 2591: Uvereds kyrka (2593) – Fläggården (2596) – Järpås (2591.01, 187) – Häggesled (2586)
- Länsväg O 2591.01: förbindelseväg mellan 187 och 2591 i Järpås
- Länsväg O 2592: väg till Longs kyrka (187)
- Länsväg O 2593: St Levene (187, 2546) – Uvereds kyrka (2591) – Börjestorp (2594) – Jung (2600)
- Länsväg O 2594: Basegården (2551) – Skarstads kyrka (2594.01) – 100 m söder om bro vid Hällum – 150 m norr om bro vid Hällum – Börjestorp (2593) – Härjevad (2597) – Friskagården (2596) – L Backa (2607) – Bronäskvarn (2599) – N Härene (2602)
- Länsväg O 2594.01: väg till Skarstads kyrka (2594)
- Länsväg O 2595: Storegården (2586) – Hinnerstorp – Lavad (Rv44)
- Länsväg O 2596: Fläggården (2591) – Friskagården (2594)
- Länsväg O 2597: Härjevad (2594) – Saleby kyrka (2607, 2602)
- Länsväg O 2598: Saleby kyrka (2602) – Hästhalla (2605) – Skallmeja (2606) – Synnerby kyrka (2614) – V Gerums kyrka (2630)
- Länsväg O 2599: Bronäskvarn (2594) – Djupedal (2607) – Lovene (187) – Kållands Åsaka – Höglunda (2636, Rv44)

## 2600–2699
- Länsväg O 2600: Törestorp (E20) – Jung (2593, 2623, 2602) – Storegården (E20)
- Länsväg O 2601: N Härene kyrka (2602) – Hovby kyrka – Ängsbo (2602)
- Länsväg O 2602: Jung (2600) – Rasegården (2603) – Saleby (2598, 2597) – Resville (2608) – N Härene (2594) – N Härene kyrka (2601, 2609) – Stommen (2610) – Ängsbo (2601) – Ljunghedsrondellen (Rv44) – Hamngatan – Wennerbergsvägen (Rv44.05) – Rörstrandsleden – Ö Hamnen
- Länsväg O 2603: Rasagården (2602) – Vipetomten (2604)
- Länsväg O 2604: St Jonstorp (E20) – Vipetomten (2603) – Torkelstorp (2605)
- Länsväg O 2605: Hästhalla (2598) – Torkelstorp (2604) – Kålltorp (2630)
- Länsväg O 2606: Resville (2608) – Skallmeja (2598)
- Länsväg O 2607: Saleby kyrka (2597) – L Backa (2594) – Djupedal (2599)
- Länsväg O 2608: Resville (2602, 2606) – Ängen (2609) – Lindärva (2612) – Östermalm (184) – Vinninga (2611)
- Länsväg O 2609: N Härene kyrka (2602) – Ängen (2608)
- Länsväg O 2610: Stommen (2602) – Jutegården (184) – Sävare (2611)
- Länsväg O 2611: Bärnagården (184) – Vinninga (2701, 2608) – Sävare (2610) – Filsbäck (Rv44)
- Länsväg O 2612: Lindärva (2608) – Hasslösa kyrka – Bärnagården (184)
- Länsväg O 2613: Ardala (E20) – Vallen (2614) – Böljan (184)
- Länsväg O 2614: Synnerby kyrka (2598) – Vallen (2613) – Händene (2615) – Händenetorp (184)
- Länsväg O 2615: Händene (2614) – Passagården (184)
- Länsväg O 2616: Passagården (184) – Skara (2703, 2713, 2699, trafikplats Vilan 49)
- Länsväg O 2617: Gammaltråvad (2530) – Dönstorp (2620)
- Länsväg O 2618: Skogsbo (2530) – St Hov (2620)
- Länsväg O 2619: Knutskvarn (Rv47, 2650) – Edsvära (2620)
- Länsväg O 2620: Dönstorp (E20, 2617) – Fyrunga kyrka (2621) – St Hov (2625, 2618) – Edsvära (2622, 2619) – Klinkan (2670)
- Länsväg O 2621: Fyrunga kyrka (2620) – Kvänum (2623)
- Länsväg O 2622: Edsvära (2620) – Skultorp (2625) – Kvänum (2623)
- Länsväg O 2623: Tolsgården (2670) – Kvänum (2626, 2621) – Vägestorp (2624) – trafikplats Jung (E20) – Jung (2600)
- Länsväg O 2624: Vägestorp (2623) – Öttum (2626)
- Länsväg O 2625: St Hov (2620) – Skultorp (2622)
- Länsväg O 2626: Kvänum (2623) – Öttum (2624, 2627) – Fransatomten (E20)
- Länsväg O 2627: Öttum (2626) – Mörkagården (2628) – Vinköl (2629) – Solberga (2670)
- Länsväg O 2628: Vånga (2676, 2670) – 2000 m norr om 2676, 2670 – Mörkagården (2627)
- Länsväg O 2629: Vinköl (2627) – Östtorp (2670)
- Länsväg O 2630: Rosenskog (E20) – Kålltorp (2605) – V Gerums kyrka (2598) – Nickholmen (E20)
- Länsväg O 2631: Ekesbo (2578) – avtagsvägen mot Odensvik
- Länsväg O 2632: Skäggatorp (184) – Skattegården (2703)
- Länsväg O 2633: Esplanaden (2558) – Rudenschöldsgatan
- Länsväg O 2634: förbindelseväg mellan Rv44 och Rv44.05 (Margretelundsgatan)
- Länsväg O 2636: Mellby (Rv44) – Höglunda (2599)
- Länsväg O 2637: Ardala (2613) – Bernstorp (184, 184.01)
- Länsväg O 2639: väg till Hällestads kyrka (1848)
- Länsväg O 2640: Västergärde (1843) – Hällestad (1848)
- Länsväg O 2643: Ekarp (1859) – Brismene kyrka – Alarp (2652)
- Länsväg O 2645: Börstigs kyrka (1859) – Alvared (Rv46)
- Länsväg O 2646: Holmen (1851) – Brogärde (1857) – Jäla kyrka (2648) – Jäla (1850) – Röne (2652) – Mönarp (2655)
- Länsväg O 2648: Rosendalen (1850) – Jäla kyrka (2646)
- Länsväg O 2649: Ullarp (1850) – Höverö (2651) – Heden (2652) – Österås (2658) – Hallagården (2655, 181)
- Länsväg O 2650: Hökåsen (181) – Lindspång (2517) – Karlsberg (2519) – Sikarvallen (2660) – Larvs kyrka (2520) – Larv (2528) – Marbogården (2660, 2661) – Karlslund (2526) – Knutskvarn (Rv47, 2619)
- Länsväg O 2651: Höverö (2649) – Grolanda kyrka – Simonstorp (2652)
- Länsväg O 2651.01: väg till Grolanda kyrka (2651)
- Länsväg O 2652: Heden (2649) – Simonstorp (2651) – Röne (2646) – Alarp (2643) – Kinneveds kyrka (2652.01) – Kinnarp (Rv46)
- Länsväg O 2652.01: väg till Kinneveds kyrka (2652)
- Länsväg O 2655: Floby (181) – Hallagården (2649) – Göteve (2671, 2655.01) – Mönarp (2672, 2646) – Slutarp (Rv46)
- Länsväg O 2655.01: väg till Göteve kyrka (2655)
- Länsväg O 2656: Norra Tvärvägen (184) – St Sigfridsgatan (2870) – anslutningen mot Odengatan (2868) – anslutningen mot väg Rv46, Rv47 – Odengatan (2868) – Wetterlinsgatan (2870). Genomfart: Brogärdesgatan, Järnvägsgatan, S:t Sigfridsgatan, Bangatan, Torsgatan, Valkyriagatan, Odengatan.
- Länsväg O 2658: Österås (2649) – Floby (181)
- Länsväg O 2659: Skogskälle (2666) – Örbytorp (2679, 2681)
- Länsväg O 2660: Sikarvallen (2650) – Onsjö – Marbogården (2650)
- Länsväg O 2661: Marbogården (2650) – Trävattna (2662) – Floby (2663)
- Länsväg O 2662: Trävattna (2661) – Ullene (2663)
- Länsväg O 2663: Floby (181, 2664, 2661) – Ullene (2662, Rv47)
- Länsväg O 2664: Floby (2663) – Sörby kyrka (2666) – Nygrannegården (181)
- Länsväg O 2666: Sörby kyrka (2664) – Torpa (2667) – Gökhem (Rv47, 2668) – Skogskälle (2659) – Knute (2679)
- Länsväg O 2667: Torpa (2666) – Lexberg (181)
- Länsväg O 2668: väg till Gökhems kyrka (2666)
- Länsväg O 2669: Anguntorp (181) – Odensberg (2671)
- Länsväg O 2670: Algutstorp (Rv47) – Klinkan (2620) – Tolsgården (2623) – Vånga (2676, 2628) – Källegården (2673) – Östorp (2629, 2677) – Solberga (2627) – Ardala (E20)
- Länsväg O 2671: Göteve (2655) – Odensberg (2669) – Marka (Rv47)
- Länsväg O 2672: Mönarp (2655) – Falköping (Rv47)
- Länsväg O 2673: Brunnebergshed (Rv47) – Botorp (2674) – Vånga (2676.01, 2676) – Källegården (2670)
- Länsväg O 2674: Botorp (2673) – N Vånga kyrka
- Länsväg O 2675: Milsmaden (184, 2695) – Skara (E20) – Vallgatan (2706)
- Länsväg O 2676: förbindelseväg mellan 2670, 2628, 2676.01, och 2673 i Vånga
- Länsväg O 2676.01: förbindelseväg mellan 2676 och 2673 i Vång
- Länsväg O 2677: Östorp (2670) – Rosenberg – Broke (184)
- Länsväg O 2678: Näbbagården (E20) – Marum – (2678.01) – Simmatorp (E20)
- Länsväg O 2678.01: väg till Marums kyrka (2678)
- Länsväg O 2679: Örbytorp (2659) – Knute (2666) – Vilske Kleva (2682, 2679.01)
- Länsväg O 2679.01: väg till Vilske Kleva kyrka (2679)
- Länsväg O 2680: Skaraborgsgatan (E20.01) – Axvallagatan – trafikplats Glasbacken (E20) – Götala (2696) – Brunnsbo (2739) – Kockatorp (Rv49) – Ingelstorp (2740)
- Länsväg O 2681: Ullene (Rv47) – Örbytorp (2659) – Bjurum (184)
- Länsväg O 2682: Anguntorp (Rv47, 181) – Vilske Kleva (2679) – Öggatorp (2684) – Ugglum (2682.01) – Karlberga (184) – Hornborga (2687)
- Länsväg O 2682.01: väg till Ugglums kyrka (2682)
- Länsväg O 2683: trafikplats Axvall södra cirkulationsplatsen (Rv49) – Axvall (2748, 2695) – Prinshaga (2698) – Varnhem (2687) – Varnhems kyrka och klosterruin
- Länsväg O 2684: Öggatorp (2682) – Gudhem (184) – Gudhems kyrka (2685) – Håkantorp (2687)
- Länsväg O 2685: väg till Gudhems kyrka och klosterruin
- Länsväg O 2686: Torbjörntorp (2841) – Gudhem (184)
- Länsväg O 2687: Torbjörntorp (2841) – Håkantorp (2688, 2684) – Hornborga (2682) – Broddetorps kyrka (2689) – Bjällum (2693) – Rökstorp (2698) – Varnhem (2683, Rv49)
- Länsväg O 2688: Håkantorp (2687, 2688.01) – Segerstads skola (2689)
- Länsväg O 2688.01: väg till Håkantorps kyrka (2688)
- Länsväg O 2689: Nyborg (Rv46) – Segerstad (2691) – Segerstads skola (2688) – Broddetorp (2687)
- Länsväg O 2690: Brunnhem (2691) – Mossagården (2692)
- Länsväg O 2691: Valtorp (Rv46, 2866) – Segerstad (2689) – Brunnhem (2690) – Stenstorp (2691.01, 2692) – Stenstorp (2869) – 5800 m söder om väg 2692 Hökaberg – Hökaberg (2692) – Skultorp (2883)
- Länsväg O 2691.01: Stenstorp (2691 ) – Stenstorp (2869)
- Länsväg O 2692: Stenstorp (2691) – Mossagården (2690) – Häggum (2693, 2692.01) – Hökaberg (2691) – Regumatorp (2885)
- Länsväg O 2692.01: väg till och förbi Häggums kyrka (2692)
- Länsväg O 2693: Bjällum (2687) – Häggum (2692)
- Länsväg O 2694: väg till och förbi Bjärklunda kyrka (184, 184)
- Länsväg O 2695: Milsmaden (2675) – Stenum (2696) – Axvall (2683)
- Länsväg O 2696: Stenum (2695) – Skara (2680)
- Länsväg O 2697: Skaraborgsgatan (E20.01) – Tullportsgatan – Källegatan – Brunnsbogatan – Hagaborgsvägen (2699)
- Länsväg O 2698: Rökstorp (2687) – Prinshaga (2683)
- Länsväg O 2699: Skaraborgsgatan (E20.01) – Hagaborgsvägen – Brogårdsvägen (2616)

## 2700–2799
- Länsväg O 2700: Hålltorp (Rv49) – Ljungstorp – Stenberget (Rv49)
- Länsväg O 2701: Vinninga (2611) – Torestorp (2702) – Hangelösa kyrka (2704, 2703) – Karstorp (2705) – Broby (2707) – Kållängen (Rv44)
- Länsväg O 2702: Torestorp (2701) – Truve (Rv44)
- Länsväg O 2703: Delen Vallgatan (2706) – Skaraborgsgatan (E20.01, 184.01) – Gunnar Wennerbergsgatan – Malmgatan (2697.01) – Malmgatan – Brogårdsvägen (2616) – St Tveta (2713) – Knorren (2708) – Skattegården (2632) – Hangelösa kyrka
- Länsväg O 2704: Hangelösa kyrka (2701) – Skeby (2705) – Eolsborg (Rv44)
- Länsväg O 2705: Trädgårdstorp (Rv44) – Skeby (2704) – Karstorp (2701) – Ova (2710) – Lundsbrunns järnvägsstation (2709) – Lundsbrunn (2741)
- Länsväg O 2706: Skaraborgsgatan (184.01) – Vallgatan – Gunnar Wennerbergsgatan (2703) – Kämpagatan (2706.01) – Axvallagatan (2680)
- Länsväg O 2706.01: Vallgatan (2706) – Kämpagatan – Skaraborgsgatan (E20.01)
- Länsväg O 2707: Broby (2701) – Källby kyrka (Rv44)
- Länsväg O 2708: Knorren (2703) – Myråsen (2741)
- Länsväg O 2709: Dala (2741) – Lundsbrunns järnvägsstation (2705) – Lundsbrunns kuranstalt (2711)
- Länsväg O 2710: Ova (2705) – Ova kyrka
- Länsväg O 2711: Ledsjö kyrka (2755) – Dalaholm (2741) – Lundsbrunns kuranstalt (2709) – Sunträlje – Skälvums kyrka (Rv44) – Öja (2718)
- Länsväg O 2713: Skara (2616) – St Tveta (2703)
- Länsväg O 2714: Eolsborg (Rv44) – Källby (2714.01) – Blomberg (2714.02) – Västerplana (2720) – Medelplana kyrka (2722) – Hönsäter (2727) – Gössäter (2724) – Forshem (2727, 2719) – Österäng (2735, 2714.03) – Äskekärr (2730, 2714.04) – Lugnås (2737, 2735) – Bräckelyckan (2738) – Prästkvarn (E20)
- Länsväg O 2714.01: väg till Källby järnvägsstation (2714)
- Länsväg O 2714.02: väg till Blombergs järnvägsstation (2714)
- Länsväg O 2714.03: väg till Österängs järnvägsstation (2714)
- Länsväg O 2714.04: väg till Äskekärrs järnvägsstation (2714)
- Länsväg O 2715: Västerbyvägen i Götene (2721, 2716)
- Länsväg O 2716: Pellagården (2755) – Götene (2727, 2734, 2715, 2733) – Björkelund (2721)
- Länsväg O 2717: Kungetomten (Rv44) – Husaby kyrka (2718, 2720) – Kinne Kleva kyrka (2721) – Kestads kyrka (2725) – Kestad (2722) – Fullösa kyrka (2726) – Brokvarn (2727)
- Länsväg O 2718: L Gategården (Rv44) – Öja (2711) – Husaby kyrka (2717)
- Länsväg O 2719: väg till Forshems järnvägsstation (2714)
- Länsväg O 2720: Husaby kyrka (2717) – Västerplana (2714)
- Länsväg O 2721: Vättlösa (2755, 2734, 2715) – Björkelund (2716) – Silboholm (Rv44) – Kinne Kleva kyrka (2717) – Marieberg (2722)
- Länsväg O 2722: Medelplana kyrka (2714) – Österplana (2723, 2724) – Marieberg (2721) – Kestad (2717)
- Länsväg O 2723: Österplana (2722) – Skagen – Gössäter (2724)
- Länsväg O 2724: Österplana (2722) – Vässäter (2726) – Gössäter (2723, 2714)
- Länsväg O 2725: Kestads kyrka (2717) – Kinne Vedum (2727)
- Länsväg O 2726: St Backen (2727) – Fullösa kyrka (2717) – Vässäter (2724)
- Länsväg O 2727: Mariestadsvägen (2716) – Backgården (Rv44) – Vedum (2732, 2725) – Kinne Vedums kyrka (2728) – St Backen (2726) – Brokvarn (2717) – Forshem (2714) – Hällekis – Hönsäter (2714)
- Länsväg O 2728: Kinne Vedums kyrka (2727) – Småslåtterna (2755)
- Länsväg O 2729: Holmestads kyrka (2761) – Småslåtterna (2755)
- Länsväg O 2730: L Moholm (E20) – L Tisslegården (2731) – Äskekärr (2714)
- Länsväg O 2731: L Tisslegården (2730) – Moängen (E20)
- Länsväg O 2732: Kinne Vedum (2727) – Hallebo (2755) – Holmestad (2761)
- Länsväg O 2733: förbindelseväg mellan 2716 och Rv44 i Götene (Kinnekullevägen)
- Länsväg O 2734: Vättlösa (2721) – Järnvägsgatan – Kraftgatan – Västerbyvägen (2715)
- Länsväg O 2735: Österäng (2714) – Årnäs – Björsäters kyrka (2738) – Lugnås (2737, 2714, 2735.01, E20)
- Länsväg O 2735.01: väg till Lugnås järnvägsstation (2735)
- Länsväg O 2736: Gålstad (E20) – Åsaka Storegården (2742)
- Länsväg O 2737: väg till och förbi Lugnås skola (2714, 2735)
- Länsväg O 2738: Björsäter (2735) – Bräckelyckan (2714)
- Länsväg O 2739: Brunnsbo (2680) – Viglunda (2740)
- Länsväg O 2740: Märene (E20) – Viglunda (2739) – Ersviken (2742) – trafikplats Axvall södra cirkulationsplatsen (Rv49)
- Länsväg O 2741: Gålstad (E20) – Myråsen (2708) – Dala (2709) – Lundsbrunn (2705) – Dalaholm (2711) – Stockebäck (2755)
- Länsväg O 2742: Ersviken (2740) – Åsaka Storegården (2736) – Åängen (E20)
- Länsväg O 2743: Ledsjö kyrka (2755) – Ölanda – Mellomgården (2747)
- Länsväg O 2744: Kollbogården (2755) – Kärret (2745) – L Bjurum (2746)
- Länsväg O 2745: Vättlösa kyrka (2755) – Kärret (2744)
- Länsväg O 2746: Remningstorp (2747) – L Bjurum (2744) – Holmestad (2761)
- Länsväg O 2747: Axevalla hed (Rv49) – Eggby (2749) – Mellomgården (2743, 2750) – Remningstorp (2746) – Lerdala (2756) – Karlsfors (2758) – Timmersdala (2759) – Skogsbolet (2770, 2771) – Lövåsen (Rv26)
- Länsväg O 2748: väg över Axevalla hed (2683, Rv49)
- Länsväg O 2749: Eggby (2747, 2750) – Öglunda kyrka (2751)
- Länsväg O 2750: Kyrkebo (2751) – Eggby (2749) – Mellomgården (2747)
- Länsväg O 2751: Varnhem (Rv49) – Kyrkebo (2750) – Öglunda kyrka (2749) – Långesäter (2752) – St Björnasäter (2756) – Kampavall (2757) – Bergs kyrka (2758) – L Stolan (2770)
- Länsväg O 2752: Kungsgatan (2889) – Badhusgatan – Ekängsvägen – Lerdalavägen – Kleven (vh-gräns) – Långesäter (2751)
- Länsväg O 2753: Badhusrondellen (2754) – Majorsgatan – Hjovägen – trafikplats Mariesjö
- Länsväg O 2754: Hallenbergsrondellen (Rv49, 2889) – Vadsbovägen – Badhusrondellen (2753) – Karstorpsrondellen (Rv48)
- Länsväg O 2755: Åängen (E20) – Ledsjö kyrka (2743, 2711) – Kollbogården (2744) – Stockebäck (2741) – Vättlösa (2745, 2721) – Pellagården (2716) – Lundängen (Rv44) – Hallebo (2732)
- Länsväg O 2756: Lerdala (2747) – St Björnasäter (2751)
- Länsväg O 2757: Kampavall (2751) – Övertorp (2770)
- Länsväg O 2758: Karlsfors (2747) – Bergs kyrka (2751)
- Länsväg O 2759: Timmersdala (2747, 2760, 2761)
- Länsväg O 2760: väg till Timmersdala kyrka (2759)
- Länsväg O 2761: Götene trafikplats Kinnekulle (E20, Rv44) – Holmestad (2732, 2746) – Holmestads kyrka (2729) – Dalboren (2762) – Timmersdala (2759) – Höjen (2771)
- Länsväg O 2762: Dalboren (2761) – Böja (2763) – Kröken (Rv26)
- Länsväg O 2763: Böja (2762) – Låstad (2771)
- Länsväg O 2764: Lugnås (E20) – Lugnås kyrka (2765) – Ek (Rv26) – Ek kyrka
- Länsväg O 2765: Lugnås kyrka (2764) – Motorp (E20)
- Länsväg O 2766: Mariestad (E20.04, E20.03, E20.02, 2767, E20.04)
- Länsväg O 2767: Kungsgatan (2766) – Hamngatan – Nygatan/Stockholmsvägen (E20.02/E20.04)
- Länsväg O 2770: Lunden (Rv26) – Säter (2932) – Övertorp (2757) – L Stolan (2751) – Skogsbolet (2747)
- Länsväg O 2771: Skogsbolet (2747) – Höjen (2761) – Låstad (2763) – Lillegården (Rv26)
- Länsväg O 2775: Karlskoga (2792) – Fivlereds kyrka
- Länsväg O 2776: väg till Solberga kyrka (2792)
- Länsväg O 2781: Marka (Rv47) – Drakängsvägen – Göteborgsvägen (2686) – Danska vägen – N Tvärvägen (184)
- Länsväg O 2787: Jönköpings läns gräns vid Ödegärdet (F 1787) – Vistorps kyrka (2793) – Enebacken (2795) – Kättilstorp – Yllestads kyrka (2798) – Gunnabo (2797, 2794) – Näs skola (Rv47)
- Länsväg O 2791: Ramsberg (2792) – Jönköpings läns gräns vid Brockslema (F 1791)
- Länsväg O 2792: Vinsarp (1874) – Björkvik (1870) – Stensered (1881) – Kölingsholm (1884) – Karlskoga (2775) – Ramsberg (2791) – Solberga (2793, 2776, 1887) – Storåker (Rv46)
- Länsväg O 2793: Solberga (2792) – 800 m öster om Solberga – 600 m öster om bro över Ätran – Vistorps kyrka (2787)
- Länsväg O 2794: Gunnabo (2787) – Badened (2798) – Jönköpings läns gräns vid Magården (F 1794) – Eket (Rv47)
- Länsväg O 2795: Enebacken (2787) – Vartofta Åsaka (2797, 2799) – Vartofta gårds hållplats (2800)
- Länsväg O 2797: Vartofta Åsaka (2795) – Gunnabo (2787)
- Länsväg O 2798: Yllestads kyrka (2787) – Badened (2794)
- Länsväg O 2799: Vartofta Åsaka (2795) – Öja (2803)

## 2800–2899
- Länsväg O 2800: Kinnarp (Rv46) – Vårkumla (2801) – Karlsgård (2803) – Vartofta (2804) – Vartofta gårds hållplats (2795) – Björstorp (2808) – Stenbrottet (Rv47)
- Länsväg O 2801: Slutarp (Rv46) – Vårkumla (2800)
- Länsväg O 2802: Glaskulla (2800) – Backen (2806)
- Länsväg O 2803: N Åsarps kyrka (Rv46, 2803.01) – Öja (2799) – Karlsgård (2800)
- Länsväg O 2803.01: förbindelseväg mellan 2803 och Rv46 i N Åsarp (Elis väg)
- Länsväg O 2804: Vartofta (2800) – Bygården (2806) – Leaby (Rv47)
- Länsväg O 2806: Bygården (2804) – Luttra (2807, Rv46)
- Länsväg O 2807: väg till Luttra kyrka (2806)
- Länsväg O 2808: Björstorp (2800) – Kälvene (2810, Rv47)
- Länsväg O 2809: Stenbrottet (Rv47) – Skörstorp kyrka (193)
- Länsväg O 2810: väg till Kälvene kyrka (2808)
- Länsväg O 2811: Bäck (2871) – Hångsdala (2811.01) – Krongården (193)
- Länsväg O 2811.01: väg till Hångsdala kyrka (2811)
- Länsväg O 2829: Jönköpings läns gräns vid Vitared (F 1829) – Ekeberg (2833) – Grimmestorp (2834, 2844) – Härja (2835) – Skräddarekvarn (2843) – Bronan (Rv26) – Vättaks kyrka (2840) – Mon (2842) – Folkabo (2871)
- Länsväg O 2833: Ekeberg (2829) – Havsjöberg (2852)
- Länsväg O 2834: Jönköpings läns gräns vid Knutsatorpet (F 1834) – Grimmestorp (2829)
- Länsväg O 2835: Jönköpings läns gräns vid Backen (F 1835) – Bosarp (2839) – Härja (2829)
- Länsväg O 2837: Jönköpings läns gräns vid Bohus (F 1837) – Jönköpings läns gräns vid Skarpemo (F 1837) – Mokvarn (2839) – Norkan (Rv26)
- Länsväg O 2838: Spakegården (Rv47) – Norkan (Rv26)
- Länsväg O 2839: Skarpemo (2837) – Bosarp (2835)
- Länsväg O 2840: Bäck (2871) – Vättaks kyrka (2829)
- Länsväg O 2841: Anneborg (Rv47, 184) – Friggeråker kyrka – Torbjörntorp (2686, 2687, 2859) – Brattelid (Rv46)
- Länsväg O 2842: Mon (2829) – Backgården (2872)
- Länsväg O 2843: Skräddarekvarn (2829) – Ettak (2847) – Billareslätten (2848) – Suntak (Rv26)
- Länsväg O 2844: Grimmestorp (2829) – Velinga (2846) – Torp (2847, 2851) – Ullstorp (2848, 2852) – Köttorp (2850) – S Ringvägen (193) – Stallängsvägen – Smedjegatan – V Drottningvägen – S Ringvägen (193)
- Länsväg O 2845: väg till och förbi Kymbo kyrka (Rv47, Rv47)
- Länsväg O 2846: Velinga (2844) – Mon (2847) – Madängs kvarn (2848) – Baltak Lillegården (2850)
- Länsväg O 2847: Ettak (2843) – Mon (2846) – Torp (2844)
- Länsväg O 2848: Billareslätten (2843) – Madängs bro (2849) – Madängs kvarn (2846) – Ullstorp (2844)
- Länsväg O 2849: Madängs bro (2848) – Madängsholm (193)
- Länsväg O 2850: Baltak (193) – Baltak Lillegården (2846) – Köttorp (2844)
- Länsväg O 2851: Torp (2844) – Daretorp (2852)
- Länsväg O 2852: Ullstorp (2844) – Daretorp (2851) – Daretorps kyrka (2853) – Havsjöberg (2833) – Jönköpings läns gräns vid Hökensås (F 1852)
- Länsväg O 2853: Daretorps kyrka (2852) – Faxtorp (2854) – Mobacken (2855)
- Länsväg O 2854: Bämmelshed (193) – Faxtorp (2853) – Hyltan (2855) – Klämmesbo (193)
- Länsväg O 2855: Hjulåsen (193) – Mobacken (2853) – Hyltan (2854) – Älgamossen (2856) – Backabo (2857) – Lindaryd (193
- Länsväg O 2856: Älgamossen (2855) – Torp (2857) – Gate (2856.01, 195)
- Länsväg O 2856.01: förbindelseväg mellan 2856 och 195 vid Kolabotten
- Länsväg O 2857: Torp (2856) – Backabo (2855)
- Länsväg O 2858: Sikagården (Rv46) – Uddagården (2859) – Åsle (2860) – Tiarps kyrka (2864, 2863) – Kungslena (2871)
- Länsväg O 2859: Leaby (Rv47) – Uddagården (2858) – St Västerbo (Rv46) – Torbjörntorp (2841)
- Länsväg O 2860: Mularp (2861) – Åsle (2876, 2858) – Flittorp (2864)
- Länsväg O 2861: Nätered (193) – Mularp (2860) – Fårdala (2863)
- Länsväg O 2862: Skörstorp (193) – Snuggarp (2871)
- Länsväg O 2863: Tiarps kyrka (2858) – Fårdala (2861) – Varvboholm (2871)
- Länsväg O 2864: Tiarps kyrka (2858) – Flittorp (2860) – Vallstorp (2865)
- Länsväg O 2865: Nyborg (Rv46) – Berget (2866) – Vallstorp (2864) – Backen (2867) – Dala (2871)
- Länsväg O 2866: Valtorp (2691) – Öja (Rv46) – Berget (2865)
- Länsväg O 2867: Kivatorp (2871) – Backen (2865) – Nya Dala (2879)
- Länsväg O 2868: Danska vägen (2781) – Göteborgsvägen – Odengatan – S:t Olofsgatan (2653) – Hollendergatan (2656) – Shellrondellen (Rv46, Rv47). Genomfart: Göteborgsvägen, Odengatan
- Länsväg O 2869: Stämmestorp (Rv46) – Stenstorp (2691, 2879, 2691)
- Länsväg O 2870: Wetterlinsgården (Rv46) – Wetterlinsgatan – S:t Sigfridsgatan – Järnvägsgatan (2656). Genomfart: Wetterlinsgatan, Hollendergatan, S:t Sigfridsgatan
- Länsväg O 2871: Svenstorp (Rv47) – Bäck (2840, 2811) – Folkabo (2829) – Valstad (2872, 193) – Snuggarp (2862) – Dimbo (2873) – Varvboholm (2863, 2874) – Kungslena (2878, 2858) – Kivatorp (2867) – Dala (2865, 2879, 2879) – Borgunda (2882, Rv26)
- Länsväg O 2872: Källedal (193) – Valstad (2871) – Backgården (2842) – Suntak (Rv26)
- Länsväg O 2873: Dimbo (2871, 2875, 2873.01) – Skedet (Rv26) – Baltak (193)
- Länsväg O 2873.01: väg till Dimbo kyrka (2873)
- Länsväg O 2874: Varvboholm (2871) – Ekedalen (2875) – Acklinga kyrka (2874.01, Rv26) – Folkets park i Tidaholm – Ulvestorpsvägen (2812.01) – Egnahemsvägen – N Kungsvägen – N Ringvägen (2812, 2844) – Ö Ringvägen, Fröjeredsvägen (193, 2892)
- Länsväg O 2875: Dimbo (2873) – Ekedalen (2874) – Bruket (Rv26) – Snickarekvarn (2877) – Råbäck (2878) – Sandvadet – Smedstorp (2882)
- Länsväg O 2876: Klövhålan (Rv47) – Åsle (2860)
- Länsväg O 2877: Snickarekvarn (2875) – Kavlås (2878) – Marietorp (2880)
- Länsväg O 2878: Kungslena (2871) – Nedre Marbogården (Rv26) – Råbäck (2875) – Kavlås (2877)
- Länsväg O 2879: Stenstorp (2869) – Piltagården (Rv46) – Nya Dala (2867) – Dala (2871) – Alebäcken (Rv26) – Sandvadet (2875) – Ljunghem (2880) – Edhem (2881) – Fridene (2892) – Karthagen (2891) – Korsberga (2894, 2900, 2894) – Bengtstorp (2911) – Björkestorp (2901) – Bessliden (195) – Falköpingsvägen – Ringvägen (2879.01) – Torggatan – Långgatan, Hamngatan (195.01)
- Länsväg O 2880: Ljunghem (2879) – Marietorp (2877) – Fröjered (2892) – Blikstorp – Årby (2897)
- Länsväg O 2881: Edhem (2879) – Torestorp – Broholm (2882)
- Länsväg O 2882: Asstorp (Rv46) – Borgunda (2871, Rv26) – Smedstorp (2875) – Frödingstorp (2883) – St Bäckstorp (2886) – 2375 m väster om väg 2888 Annedal – Annedal (2888) – Broholm (2889, 2881) – Varola kyrka (2892) – Värsås (2891)
- Länsväg O 2883: Frödingstorp (2882) – Loringa (2884) – trafikplats Loringa (Rv26) – Skultorp (2691, 2886, 2885)
- Länsväg O 2881: Sjogerstads kyrka – Sjogerstad (2885) – Loringa (2883)
- Länsväg O 2885: Grevagården (Rv26) – Regumatorp (2692) – Skultorp (2883)
- Länsväg O 2886: Höglandavägen (2883, 2691) – Skolvägen (2886.01) – Orrevadsvägen – trafikplats Skultorp (Rv26) – Klagstorp (2887) – St Bäckstorp (2882)
- Länsväg O 2887: Klagstorp (2886) – Hagelbergs kyrka
- Länsväg O 2888: Annedal (2882) – Bjärby (2889)
- Länsväg O 2889: Broholm (2882) – Bjärby (2888) – Risavägen – Aspelundsvägen – Ö leden (Rv26, Rv49) – Kavelbrovägen (2890) – Kungsgatan – Varnhemsgatan – Hallenbergsrondellen (Rv49, 2754)
- Länsväg O 2890: Kungsgatan (2889) – Stationsgatan – Hjovägen (2753) – Mariestadsvägen – Nolhagavägen – Lillegårdsrondellen (2754)
- Länsväg O 2890.01: Ö leden (Rv26) – Vägmästarevägen – Hasslumsvägen – Mariestadsvägen (2890)
- Länsväg O 2891: Karthagen (2879) – Värsås (2882, 2891.01, 194)
- Länsväg O 2891.01: väg till och förbi Värsås kyrka (2891, 194)
- Länsväg O 2892: N och Ö Ringvägen, Östergatan (193, 2812) – Ångarpsvägen – Fröjereds kyrka (2893) – Fröjered (2880) – Årby (2897) – Fridene (2879) – Varola (2882)
- Länsväg O 2893: Fröjereds kyrka (2892) – Annefors (2895) – Persbo (2894)
- Länsväg O 2894: Klämmesbo (193) – Persbo (2893) – Kilen (2895) – Korsberga (2879, 2894.01)
- Länsväg O 2894.01: förbindelseväg mellan 2894 och 2879 i Korsberga
- Länsväg O 2895: Annefors (2893) – Vädbjörntorp (2897) – Kilen (2894)
- Länsväg O 2896: väg till S Fågelås kyrka (195)
- Länsväg O 2897: Vädbjörntorp (2895) – Blikstorp – Årby (2880, 2892)
- Länsväg O 2898: väg till Forsby kyrka (194)

## 2900–2999
- Länsväg O 2900: Korsberga (2879) – Bruntorp (194)
- Länsväg O 2901: Björkestorp (2879) – Grebban (195)
- Länsväg O 2902: väg till N Fågelås kyrka (195)
- Länsväg O 2903: Hjovägen – Storgatan – Fredsgatan – Mariestadsvägen i Tibro (201) – (Rv49)
- Länsväg O 2904: Torbjörntorp (194) – Gottorp (2905) – Igelstorp (Rv49)
- Länsväg O 2905: Gottorp (2904) – Sventorp (Rv49)
- Länsväg O 2906: Värsås (194) – Nybo – Piggatorp (Rv49)
- Länsväg O 2907: Ödegärdet (194) – Brokvarn (vh-gräns) – Hörnebovägen (2912) – Kyrkefalla kyrka (201). Genomfart: Kyrkefallavägen
- Länsväg O 2908: Svebråta (194) – Ruder (201)
- Länsväg O 2909: (Rv49) – Fredsgatan (2903). Genomfart: Skövdevägen
- Länsväg O 2910: Ebbetorp (194) – Oskarsberg (201)
- Länsväg O 2911: Bengtstorp (2879) – Ebbetorp (194)
- Länsväg O 2912: Hörnebo (2907) – Fågelviksleden (201) – Tibro (2903). Genomfart: Hörnebovägen, Karlsbrovägen
- Länsväg O 2913: Tibro (2903, 2903). Genomfart: Fredsgatan, Centrumgatan, Allén
- Länsväg O 2915: Nygården (194) – Nolberga (2922) – Ekhammar (195)
- Länsväg O 2916: Spånhult (195) – Älgarås (2917)
- Länsväg O 2917: Tibro (2903) – Häggestorpsleden – Älgarås (2916) – Hintzegården (195). Genomfart: Breviksvägen
- Länsväg O 2918: Gräshult – Karlsborg (Rv49, 3064)
- Länsväg O 2919: väg till Breviks kyrka (195)
- Länsväg O 2922: Nolberga (2915) – Grevbäcks kyrka (195)
- Länsväg O 2931: Lunden (Rv26) – Stöpen (2932, 2936) – Frösve (2934) – Braxtorp (2938) – Binneberg (2944) – Rör (2946, 2938) – Matsagården (2949) – Råstad (2948) – Tidavad (2947, 2953) – Brotorp (2951) – Ribbenås (2954) – Hjorthagen (2952) – Ekby (2955) – Utby (201) – Jula (2961)
- Länsväg O 2932: Säter (2770) – Klippan (Rv26) – Stöpen (2931)
- Länsväg O 2934: Frösve (2931) – Sörbylund (2936)
- Länsväg O 2935: Säterkullen (200) – Åbro (2936) – Bårstorp (2937) – Axtorp (2938)
- Länsväg O 2936: Stöpen (2931) – Sörbylund (2934) – Åbro (2935) – Ulvåker – Ulvängen (200)
- Länsväg O 2937: Bårstorp (2935) – Bro (200)
- Länsväg O 2938: Braxtorp (2931) – Axtorp (2935) – Horn (2939) – Rör (2931)
- Länsväg O 2939: Horn (2938) – Bankälla (2940) – Finnagården (2942) – Snärva (2941) – Odenslunda (2942) – Tidan (200)
- Länsväg O 2940: Väring (200) – Bankälla (2939)
- Länsväg O 2941: Snärva (2939) – Götlunda kyrka (200)
- Länsväg O 2942: Finnagården (2939) – Flistad (2942.01) – Odenslunda (2939)
- Länsväg O 2942.01: väg till Flistads kyrka (2942)
- Länsväg O 2944: Mobacka (Rv26) – Binneberg (2931, 2944.01)
- Länsväg O 2944.01: förbindelseväg mellan 2944 och 2931 i Binneberg
- Länsväg O 2946: Rambotorp (Rv26, 2947) – Rör (2931)
- Länsväg O 2947: Rambotorp (2946) – Katrineberg (2948) – Tidavad (2931)
- Länsväg O 2948: Katrineberg (2947) – Råstad (2931) – Odensåker (2949)
- Länsväg O 2949: Matsagården (2931) – Odensåker (2948) – Skalkarike (2951) – Sveneby (2949.01) – Rölsa (201)
- Länsväg O 2949.01: väg till Sveneby kyrka (2949)
- Länsväg O 2951: Skalkarike (2949) – Frölunda (2952) – Brotorp (2931)
- Länsväg O 2952: Frölunda (2951) – Hjorthagen (2931)
- Länsväg O 2953: Boterstena (Rv26) – enskild väg mot St Ek – Skrivaregården (2954) – Tidavad (2931)
- Länsväg O 2954: Skrivaregården (2953) – Ribbenås (2931)
- Länsväg O 2955: väg till Ekby kyrka (2931)
- Länsväg O 2957: Ullervads kyrka (201) – Ullervad (2958) – Ulriksdal (201)
- Länsväg O 2958: Karleby (Rv26) – enskild väg mot St Ek – Tidan – Ullervad (2957)
- Länsväg O 2959: Ullervads kyrka (201) – Bråten (2960) – N Lövåsen (202) – Ingarud (E20)
- Länsväg O 2960: Bråten (2959) – Borrud (2961)
- Länsväg O 2961: Segerstad (201) – Jula (2931) – Borrud (2960) – Bruket (202)
- Länsväg O 2962: Rölsa (201) – Tomten (200)
- Länsväg O 2964: Rölsa (201) – Tubbetorp (2966) – Stensfält (200)
- Länsväg O 2966: Tubbetorp (2964) – Bäck (2967, 2966.01) – Äskekärr (202) – Nolåsen (3044)
- Länsväg O 2966.01: väg till Bäcks kyrka (2966)
- Länsväg O 2967: Bäck (2966) – Gärdesboda (3044)
- Länsväg O 2968: Västeräng (202) – Backen (2969) – Hasslerör (E20)
- Länsväg O 2969: Backen (2968) – Färed (2970)
- Länsväg O 2970: Vallby (E20) – Färed (2969) – Färeds kyrka (2970.01) – Rävsnäs (2972) – Fredsbergs kyrka (3044)
- Länsväg O 2970.01: väg till Färeds kyrka (2970)
- Länsväg O 2972: Rävsnäs (2970) – Norrkvarn (2973) – Lyrestads kyrka (E20)
- Länsväg O 2973: Norrkvarn (2972) – Böckersboda (3044)
- Länsväg O 2974: Sandhaga (E20) – Säby (2979) – Humlekärr (2984) – Prosterud (2978) – Nolby (2977) – Fågelö (2976) – Sparrebolet (2975) – Laxhall
- Länsväg O 2975: Sparrebolet (2974) – Brommösund
- Länsväg O 2976: väg till Fågelö kapell (2974)
- Länsväg O 2977: Nolby (2974) – Bölstad (2978) – Skeberga
- Länsväg O 2978: Prosterud (2974) – Bölstad (2977) – Dillö
- Länsväg O 2979: Säby (2974) – Berga (2980, E20)
- Länsväg O 2980: Berga (2979) – Hasslerör (2980.01, Rv26)
- Länsväg O 2980.01: väg mot Vallby (Rv26)
- Länsväg O 2981: Gullspång (Rv26, 2998, 3003) – Lökstad (Rv26)
- Länsväg O 2983: väg genom Sjötorps samhälle (Rv26)
- Länsväg O 2984: Humlekärr (2974) – Fåleberg (Rv26)
- Länsväg O 2986: väg till och förbi Lyrestads järnvägsstation (2990, 2987)
- Länsväg O 2987: Lyrestad (2990, 2986) – Rogstorp (2989) – Älvstorp (2991) – Kullerud (Rv26)
- Länsväg O 2988: väg genom Sjötorps samhälle (2983, 2983)
- Länsväg O 2989: Sjötorp (Rv26) – Rogstorp (2987)
- Länsväg O 2990: Lyrestads kyrka (E20) – Lyrestad (2986, 2987, 2990.02) – Fröåkra (2993)
- Länsväg O 2990.02: förbindelseväg mellan E20 och 2990 östra anslutningen i Lyrestad
- Länsväg O 2991: Älvstorp (2987) – Lagmansboda (2993)
- Länsväg O 2992: väg till Torveds järnvägsstation (2993)
- Länsväg O 2993: Backa (E20) – Fröåkra (2990) – Lagmansboda (2991) – Torved (2992) – Midskog (200)
- Länsväg O 2994: Fagerlid (E20) – Fagerlids såg
- Länsväg O 2996: Bjärke (200) – Kroppfjäll (2997)
- Länsväg O 2997: Guntorp (200) – Kroppfjäll (2996) – Delebäck – Skagersvik (2998)
- Länsväg O 2998: Torsvid (200) – Skagersvik (2997) – Hemmingsrud (3000) – Gullspång (3000, 2981)
- Länsväg O 2999: Gullspång (Rv26, 2981) – Amnehärads kyrka (2991.01) – Prästbolet
- Länsväg O 2999.01: väg till Amnehärads kyrka (2999)

## 3000–3099
- Länsväg O 3000: Hemmingsrud (2998) – Gullspång (3002, 2998)
- Länsväg O 3001: förbindelseväg mellan E20 och 200 i Hova (Älgaråsvägen, Torggatan)
- Länsväg O 3002: Gullspång (3000) – Ålkärr (3003)
- Länsväg O 3003: Gullspång (2981) – Ålkärr (3002) – S Råda kyrka (3004) – Värmlands läns gräns vid Edet (S 594)
- Länsväg O 3004: S Råda kyrka (3003) – S Råda ödekyrka
- Länsväg O 3005: Gallernäset (Rv26) – Otterbäcken (3005.01) – Bräckan
- Länsväg O 3005.01: väg till Otterbäckens järnvägsstation (3005)
- Länsväg O 3007: St Björstorp (3011) – Piggatorp (Rv49)
- Länsväg O 3008: St Kråkhult (Rv49) – bro över järnvägen – Fagersanna (3008.01) – Fagersanna (3022) – Björkhult (Rv49)
- Länsväg O 3008.01: Bjurbacksvägen (3008) – (Rv49). Genomfart: Rotevägen
- Länsväg O 3009: väg till Sventorps kyrka (Rv49)
- Länsväg O 3010: Igelstorp (Rv49) – Säterkullen (200)
- Länsväg O 3011: Frostmyran (Rv49) – St Björstorp (3007) – Ulvängen (200)
- Länsväg O 3012: Bro (200) – Locketorps kyrka – Kärret (3014)
- Länsväg O 3013: Källtorp (200) – Greby (3014)
- Länsväg O 3014: Vallby (200) – Greby (3013) – Kärret (3012) – Nyholm (201)
- Länsväg O 3015: Tidan (200) – Underbacken (201)
- Länsväg O 3016: väg till Skövde flygplats (200)
- Länsväg O 3018: St Kråkhult (Rv49, 3019) – Mobolet (201)
- Länsväg O 3019: St Kråkhult (3018) – Sånna (3021)
- Länsväg O 3021: Hönsa (201) – Sånna (3019) – Måsebo (3031) – Bankebolet (3022) – Gälsebo (3037)
- Länsväg O 3022: Fagersanna (3008) – Bankebolet (3021)
- Länsväg O 3023: Lagerfors bruk (3024) – Korsvägen (3025) – Mockeltorp (3030) – Vassbacken (3029) – Hasseltorp (3027)
- Länsväg O 3024: Pulsängen (201) – Nolängen (3031) – Lövvassa (3032) – Dalen (3032) – Rosendala (3033) – Brosundet (202)
- Länsväg O 3025: Bällefors (201) – Korsvägen (3023)
- Länsväg O 3026: Bällefors kyrka (201) – Kylle (3028, 3029) – Fägre kyrka – Valla (3027)
- Länsväg O 3027: Valla (200, 3026) – Ljunghem (3042) – Hassletorp (3023) – Halna (202)
- Länsväg O 3028: Mo kyrka (201) – Kylle (3026)
- Länsväg O 3029: Kylle (3026) – Vassbacken (3023)
- Länsväg O 3030: Mockeltorp (3023) – Tåtorp
- Länsväg O 3031: Måsebo (3021) – Nolängen (3024)
- Länsväg O 3032: Lövvassa (3024) – Gamlerud – Dalen (3024)
- Länsväg O 3033: Markebäck (3037) – Rosendala (3024)
- Länsväg O 3034: Mölltorps kyrka (3035) – Mölltorp (3036, 3037)
- Länsväg O 3035: Mölltorps kyrka (3034) – Mölltorps järnvägsstation (3036)
- Länsväg O 3036: Mölltorp (3034, 3037) – Hultet (3038) – Tyssingen (Rv49)
- Länsväg O 3037: Mölltorp (Rv49, 3035, 3034, 3036) – Gärdhem (3038) – Gälsebo (3021) – Markebäck (3033) – Forsvik (202)
- Länsväg O 3038: Gärdhem (3037) – Hultet (3036)
- Länsväg O 3040: Ärlagården (202) – Näs brygga
- Länsväg O 3042: Ljunghem (3027) – Töreboda (202)
- Länsväg O 3043: väg till Forsviks kapell och gravplats (202)
- Länsväg O 3044: Ormskogen (200) – Gärdesboda (2967) – Hulteboda (202) – Nolåsen (2966, 3047) – Fredsbergs kyrka (2970) – Mårby (3049) – Riksberg (3050) – Böckersboda (2973) – Backa (E20)
- Länsväg O 3045: förbindelseväg mellan 202 och 3047 i Töreboda (Storgatan)
- Länsväg O 3047: Nolåsen (3044) – Torstorp (3048) – Töreboda (3045, 200)
- Länsväg O 3048: Torstorp (3047) – Levsäng (3050)
- Länsväg O 3049: Mårby (3044) – Hajstorp (3050) – Boda (200)
- Länsväg O 3050: Levsäng (200, 3048) – Hajstorp (3049) – Riksberg (3044)
- Länsväg O 3051: Mariestadsvägen – Stationsgatan i Hova (200)
- Länsväg O 3053: väg till Kyrketorps kapell (3054)
- Länsväg O 3054: Nolgården (200) – Kyrketorp (3053) – Hassleflo (3055) – Björkulla (200)
- Länsväg O 3055: Hassleflo (3054) – Lindåsen (3056, 3055.01)
- Länsväg O 3055.01: förbindelseväg mellan 3055 och väg 3056
- Länsväg O 3056: Sätra (202) – Lindåsen (3055.01, 3055) – Älgarås (3058) – Sandbräckan (200)
- Länsväg O 3058: Undenäs (3061) – Hallerud – Älgarås (3056)
- Länsväg O 3060: Granvik (Rv49) – Uggletorp – Svanhult (3061)
- Länsväg O 3061: Karlslund (202) – Undenäs kyrka – grenväg 3061.01 mot Töreboda (202) – Undenäs (3058) – Svanhult (3060) – Örebro läns gräns vid Kvarnsjöbacken (T 575)
- Länsväg O 3061.01: förbindelseväg mellan 202 och 3061 i Undenäs
- Länsväg O 3062: Vallsjön (3063) – Örebro läns gräns vid L Mosstorp (T 578)
- Länsväg O 3063: Berget (E20) – Gårdsjö – väg 3063.01 till Gårdsjö järnvägsstation – Vallsjön (3062) – Örebro läns gräns vid Torpmossen (T 576)
- Länsväg O 3063.01: väg till Gårdsjö järnvägsstation (3063)
- Länsväg O 3064: Karlsborg (Rv49, 2918, 3065, Rv49)
- Länsväg O 3065: förbindelseväg mellan Rv49 och 3064 i Karlsborg